# Danh sách chương trình Paris By Night thập niên 2000
Dưới đây là danh sách và thông tin về các chương trình Paris By Night được sản xuất và phát hành lần đầu trong thập niên 2000. Kể từ Paris by Night 67, chương trình được phát hành dưới dạng DVD.

## 2009

### Paris By Night 98
Chương trình có tên Fly with us to Las Vegas, trực tiếp thu hình tại Theatre for the Performing Arts ở Planet Hollywood Resort and Casino vào ngày 26 tháng 9 năm 2009 và 27 tháng 9 năm 2009 và phát hành DVD từ ngày 10 tháng 12 năm 2009. Đại nhạc hội do Nguyễn Ngọc Ngạn và Nguyễn Cao Kỳ Duyên dẫn chương trình. Đây được xem như "Paris By Night in Las Vegas 3" vì Paris by Night đã diễn ra tại Caesars Palace ở Las Vegas vào năm 1994 và 1996. Chương trình có sự xuất hiện lần đầu tiên của Thành An và Kì Phương Uyên và cũng là sự trở lại của Như Quỳnh sau hai năm cộng tác với trung tâm Asia.
Được đầu tư gần 1,9 triệu USD nhưng doanh thu phòng vé của PBN 98 chỉ là 700000 USD và sau khi bán DVD thì vẫn lỗ 500 ngàn USD (theo báo Người Lao động ngày 7/6/2010).
Theo báo Người Lao động ngày 7/6/2010, một số lý do gây nên thất bại về doanh thu của Paris By Night 98 cũng như loạt chương trình Paris By Night gần đây là nạn băng đĩa lậu, khủng hoảng kinh tế, nghèo ý tưởng, thiếu giọng ca mới, thế hệ "ca sĩ vàng" tàn lụi...
Tuy được đánh giá là công phu, và đặc sắc,sự thất bại về doanh thu của Paris By Night 98 là đã được dự báo trước.
Nội dung chương trình
1. Video Clipː Welcome Aboard Flight PBN 098
2. Chuyến Bay Hạnh Phúc (Hoài An) - Lưu Bích, Bảo Hân, Tú Quyên, Thủy Tiên, Nguyệt Anh, Như Quỳnh, Như Loan, Hồ Lệ Thu, Ngọc Anh, Hương Thủy, Quỳnh Vi, Minh Tuyết
3. LK Còn Gì Nữa Đâu & Kiếp Nào Có Yêu Nhau (Phạm Duy) - Trần Thái Hòa, Ngọc Hạ
4. LK Hai Lối Mộng, Chuyện Chúng Mình, Tàu Đêm Năm Cũ (Trúc Phương) - Hương Lan, Thanh Tuyền
5. LK Send Me an Angel & So Sad (Lời Việt: Chiêu Nghi) - Dương Triệu Vũ, Lam Anh
6. Đố Vui Khán Giả
7. LK Chiều Một Mình Qua Phố & Gọi Tên Bốn Mùa (Trịnh Công Sơn) - Khánh Ly, Thế Sơn
8. Đố Vui Khán Giả
9. LK Nhớ Nhau Hoài (Anh Việt Thu) & Cho Người Vào Cuộc Chiến (Phan Trần) - Quang Lê, Mai Thiên Vân
10. Phỏng Vấn Quang Lê, Mai Thiên Vân
11. Không Muốn Yêu © (Huỳnh Nhật Tân) - Bảo Hân, Lynda Trang Đài, Tommy Ngô
12. Một Mai Em Rời Xa © (Võ Hoài Phúc) - Trịnh Lam, Nguyệt Anh
13. LK Phố Cũ Vắng Anh (Lời Việt: Minh Tâm) - Minh Tuyết & Sao Phải Cách Xa (Lời Việt: Võ Hoài Phúc) - Nguyễn Thắng
14. LK Chuyến Tàu 4:55 (Lời Việt: Lê Xuân Trường) & Boulevard - Don Hồ, Như Loan
15. LK Nụ Cười Biệt Ly (Ngọc Sơn), Nhớ Người Yêu (Hoàng Hoa, Thảo Trang), Mất Nhau Rồi (Ngân Trang) - Thành An, Lý Duy Vũ, Duy Trường
16. Biển Cạn (Kim Tuấn) - Khánh Hà, Bằng Kiều
17. LK Đoản Khúc Cuối Cho Em (Hoàng Trọng Thụy) - Diễm Sương & Hãy Nói Với Em (Lời Việt: Hà Quang Minh) - Kỳ Phương Uyên
18. Phỏng Vấn Diễm Sương, Kỳ Phương Uyên
19. LK Đêm Trắng © (Võ Hoài Phúc) - Nguyễn Hưng & Dẫu Biết © (Nhật Trung) - Lưu Bích
20. Phỏng Vấn Dân Biểu Quốc Hội Hoa Kỳ Joseph Cao
21. LK Bài Không Tên Số 4 (Vũ Thành An) - Ngọc Anh & Thu Đến Bao Giờ (Lam Phương) - Hồ Lệ Thu
22. Hài Kịchː Trẻ Mãi Không Già (Nguyễn Ngọc Ngạn) - Thúy Nga, Chí Tài, Hương Thủy, Bé Tí
23. Đố Vui Khán Giả
24. Đôi Khi Em Muốn Khóc (Lời Việt: Lê Xuân Trường) - Tú Quyên, Hương Giang
25. Đố Vui Khán Giả
26. Tân Cổ: Áo Mới Cà Mau (Tân Nhạc: Thanh Sơn, Vọng Cổ: Viễn Châu) - Phi Nhung, Mai Thiên Vân
27. Video Clipː Thói Đời - Nguyễn Ngọc Ngạn, Kỳ Duyên, Kiều Linh (Đạo Diễnː Ken Nguyễn)
28. Mơ Ánh Trăng Về (Lời Việt: Như Quỳnh, Huỳnh Gia Tuấn) - Như Quỳnh
29. Bông Ô Môi (Sơn Hạ) - Quang Lê, Hà Phương
30. Bất Chợt Một Tình Yêu © (Nguyễn Đức Cường) - Mai Tiến Dũng
31. LK Nỗi Đau Âm Thầm (Quốc An) & Tại Vì Ai © (Đăng Khoa) - Quỳnh Vi, Lương Tùng Quang
32. LK Lý Quạ Kêu - Hương Thủy & Dệt Tầm Gai (Ngọc Đại, Thơ: Vi Thùy Linh) - Trần Thu Hà
33. Đố Vui Khán Giả
34. LK Mùa Hè Đẹp Nhất, Bay Đi Cánh Chim Biển, Luôn Luôn Mãi Mãi (Đức Huy) - Ý Lan, Quang Dũng
35. Con Đường Màu Xanh (Trịnh Nam Sơn) - Thủy Tiên, Trần Thái Hòa
36. Một Lần Nữa Xin Có Nhau (Phương Uyên) - Minh Tuyết, Bằng Kiều
37. I Say Gold (Marc Lavoine, Gunther Thomas, Wim Claes, Adaptation: Guy Babaert Publishing: Les Editions du 44; Carso) - Phạm Quỳnh Anh
38. Final
39. BONUSː Hậu Trường Sân Khấu

### Paris By Night 97
Chương trình có tên Khiêu vũ của các ngôi sao 2, trực tiếp thu hình tại Knott's Berry Farm vào 22 tháng 4 năm 2009 và phát hành dưới dạng DVD ngày 22 tháng 9 năm 2009. Chương trình kéo dài khoảng 5 giờ do Nguyễn Văn Thinh và Nguyễn Cao Kỳ Duyên dẫn chương trình. Đây là chương trình thi khiêu vũ thứ hai của Paris by Night. Chương trình có sự xuất hiện lần đầu tiên của Diễm Sương
Nội dung chương trình
1. LK Có Nhớ Đêm Nào (Khánh Băng), Xuân Yêu Thương (Lời Việtː Lê Đức Cường), Amor, Amor (Lời Việt: Kỳ Duyên) - Mai Tiến Dũng, Hương Thủy, Kỳ Duyên
2. I Wanna Dance Chacha - Lưu Bích (Cha Cha)
3. Màu Xanh Tình Yêu (Sỹ Đan) - Như Loan (Salsa)
4. Đoàn Lữ Nhạc (Đỗ Nhuận) - Hồ Lệ Thu (Pasodoble)
5. You're My Heart, You're My Soul (Lời Việt: Võ Hoài Phúc) - Dương Triệu Vũ (Rumba)
6. Vết Son Trên Áo - Tú Quyên (Swing)
7. Sầu Đông (Khánh Băng) - Trịnh Hội (Cha Cha)
8. A Time For Us (Lời Việt: Phạm Duy) - Nguyệt Anh (Slow Waltz)
9. Kiếp Nghèo (Lam Phương) - Thanh Tuyền (Tango)
10. Tequila (Lời Việt: Trường Kỳ) - Trần Thu Hà (Salsa)
11. Bài Ngợi Ca Tình Yêu (Lời Việt: Phạm Duy) - Thanh Hà (Rumba)
12. Kim (Y Vũ) - Thế Sơn (Swing)
13. Samba Cho Em (Ngọc Anh) - Ngọc Anh (Samba)
14. Phỏng Vấn Greenroom
15. Tình (Văn Phụng) - Tommy Ngô (Argentina Tango)
16. Mandolay (Lời Việt: Võ Hoài Phúc) - Quỳnh Vi (Cha Cha)
17. Hương (Nhật Ngân) - Chí Tài (Hustle Disco)
18. Video Clipː Tổng Hợp 15 Nghệ Sĩ Trình Diễn
19. Hài Kịch: Tìm Vợ - Việt Hương, Hoài Tâm
20. Mưa và Em (Triệu Thiên Tuyến) - Bằng Kiều
21. Ướt Lem Chữ Đời © (Vũ Quốc Việt) - Phi Nhung
22. Hãy Cố Quên © (Minh Nhiên) - Minh Tuyết
23. Em Đã Cho Tôi Một Lần Đau (Lời Việt: Lương Tùng Quang) - Lương Tùng Quang
24. Buồn Không Em? (Lam Phương) - Mai Thiên Vân
25. Lambada - Tuấn Hùng, Thùy Vân
26. Huế Mù Sương (Nguyễn Minh Khôi) - Quang Lê
27. Có Không Dài Lâu? © (Võ Hoài Phúc) - Tóc Tiên, Diễm Sương
28. Kết Quả Cuộc Thiː Giải Tiến Bộ - Thanh Tuyền, Giải Ban Giám Khảoː Huy Chương Đồng - Nguyệt Anh, Huy Chương Bạc - Tommy Ngô, Huy Chương Vàng - Ngọc Anh, Giải Khám Giả - Chí Tài
29. Finale

BONUSː
- Thank You (Roland Casiquin, Brian Write) - Bảo Hân
- Sài Gòn Em Nhớ Ai? (Minh Vy) - Duy Trường, Hương Thủy
- Lá Đổ Muôn Chiều (Đoàn Chuẩn, Từ Linh) - Trần Thái Hòa
- Vùi Sâu Trái Tim Buồn (Hoài An) - Quỳnh Vi
- Chuyến Tàu Hoàng Hôn (Minh Kỳ, Hoài Linh) - Mai Quốc Huy
- Suối Nguồn (Phạm Hữu Tâm) - Thúy Hằng
- Hậu Trường Sân Khấu

### Paris By Night 96
Chương trình có chủ đề là Nhạc yêu cầu 2: Song ca, trực tiếp thu hình vào ngày 18 và 19 tháng 4 năm 2009 tại Nhà hát Charles M. Schulz trong khu giải trí Knott’s Berry Farm, Buena Park, Nam California và phát hành DVD từ ngày 25 tháng 6 năm 2009. Dẫn chương trình là Nguyễn Ngọc Ngạn và Nguyễn Cao Kỳ Duyên. Chương trình có sự xuất hiện lần đầu tiên của Thanh Bùi, Khánh Hoàng, Ngọc Anh, Quang Tuấn, Thúy Nga, Lý Duy Vũ, Tóc Tiên.
Các Tiết Mục
1. Phần Mở Đầu
2. LK Paris By Night Top Hitsː Một Kiếp Phong Ba (Lời Việtː Nhật Ngân), Làm Sao Quên Được Em (Quốc Tuấn), Em Vẫn Tin (Lời Việtː Hồ Lệ Thu), Tại Sao (Trịnh Lam), Tình Chấp Nhận (Trần Đức), Em Ở Đâu (Chí Tài), Ngày Xưa Anh Hỡi (Đồng Sơn), Đắng Cay (Lương Bằng Vinh), Men Say Tình Ái (Lời Việtː Hoài An), Tình Nhạt Phai (Lời Việtː Tùng Giang), Lầm (Lam Phương), Trở Về Cát Bụi (Minh Kỳ), Yêu (Nhật Trung) - Bảo Hân, Lương Tùng Quang, Hồ Lệ Thu, Trịnh Lam, Quỳnh Vi, Dương Triệu Vũ, Như Loan, Minh Tuyết, Lưu Bích, Nguyễn Hưng, Don Hồ, Thế Sơn
3. LK Chiều Mưa Biên Giới (Nguyễn Văn Đông) - Mai Thiên Vân & Mấy Dặm Sơn Khê (Nguyễn Văn Đông) - Thanh Tuyền
4. LK Đời Đá Vàng (Vũ Thành An) & Tưởng Niệm (Trầm Tử Thiêng) - Khánh Hà, Trần Thái Hòa
5. Video Clipː Thanh Bù
6. Gương Thần, Gương Thần (Thanh Bùi, Lời Việt: Viễn Trinh) - Thanh Bùi
7. Phỏng Vấn Thanh Bùi
8. The Winner Takes It All - Thanh Bùi
9. LK Mùa Thu Cho Em (Ngô Thụy Miên) & Mộng Dưới Hoa (Phạm Đình Chương, Thơ: Đinh Hùng) - Bằng Kiều, Trần Thu Hà
10. LK Người Lính Già Xa Quê Hương (Nhật Ngân), Những Đóm Mắt Hỏa Châu (Hàn Châu), Xin Anh Giữ Trọn Tình Quê (Duy Khánh) - Duy Trường, Khánh Hoàng, Quỳnh Dung
11. Một Mai Nếu Em Đi (Lời Việt: Lê Xuân Trường) - Nguyễn Hưng, Hồ Lệ Thu
12. Giết Người Trong Mộng (Phạm Duy) - Ngọc Anh
13. LK Ngậm Ngùi (Phạm Duy, Thơ: Huy Cận) & Mộ Khúc (Phạm Duy, Thơ: Xuân Diệu) - Ý Lan, Quang Tuấn
14. LK Lại Nhớ Người Yêu (Giao Tiên) & Ước Mộng Đôi Ta (Đài Phương Trang) - Phi Nhung, Mạnh Quỳnh
15. Phỏng Vấn Khán Giả
16. LK Hỡi Người Tình (Trịnh Nam Sơn) & Hỡi Người Tình (Lời Việtː Ngọc Lan) - Tú Quyên, Như Loan
17. Cứ Ngủ Say (Nguyễn Hải Phong) - Mai Tiến Dũng, Hương Giang
18. Phỏng Vấn Khán Giả
19. LK Tình Em Ngọn Nến (Lời Việt: Khúc Lan), Tàn Tro (Lời Việt: Julie), Dù Tình Yêu Đã Mất (Hoàng Nhạc Đô) - Don Hồ, Minh Tuyết
20. LK Qua Cầu Gió Bay & Buôn Bấc Buôn Dầu - Trần Thái Hòa, Ngọc Hạ
21. Thư Hội Sợ Vợ
22. Hài Kịchː Áo Em Chưa Mặc Một Lần (Nguyễn Ngọc Ngạn) - Thúy Nga, Bằng Kiều, Chí Tài, Bé Tí
23. Phỏng Vấn Thúy Nga, Bằng Kiều
24. Nhạc Kịch Đi Tìm Nửa Vầng Trăngː Tiễn Anh Về Với Người © (Tùng Châu, Thái Thịnh) & Tình Là Gì? (Thái Thịnh) - Dương Triệu Vũ, Bảo Hân
25. Những Đồi Hoa Sim (Dzũng Chinh, Thơ: Hữu Loan) - Mai Thiên Vân, Hoàng Oanh
26. LK Thói Đời (Trúc Phương) & Trong Tầm Mắt Đời (Tú Nhi) - Duy Trường, Lý Duy Vũ
27. Phỏng Vấn Duy Trường, Lý Duy Vũ
28. LK Khi Người Xa Tôi (Lê Xuân Trường) - Nguyệt Anh & Chuyện Thường Tình Thế Thôi (Lê Quang) - Thùy Vân
29. Thương Chị © (Nhật Ngân) - Hà Phương, Hương Thủy
30. Phỏng Vấn Tóc Tiên
31. Tóc Mây (Phạm Thế Mỹ) - Tóc Tiên
32. LK Lặng Thầm (Vũ Hoàng) & Phượng Hồng (Vũ Hoàng, Thơ: Đỗ Trung Quân) - Thế Sơn, Thái Châu
33. LK Một Cõi Đi Về (Trịnh Công Sơn), Thành Phố Buồn (Lam Phương), Như Cánh Vạc Bay (Trịnh Công Sơn) - Khánh Ly, Chế Linh
34. Thôi Về Đi (Vĩnh Tâm) - Quỳnh Vi, Lam Anh
35. Dư Âm Tình Ta © (Hoài An) - Minh Tuyết, Trịnh Lam
36. LK New Wave 80's (Lời Việt: Lan Anh) - Thủy Tiên, Lưu Bích, Lương Tùng Quang
37. Finale

BONUS:
- Hậu Trường Sân Khấu
- Đôi Mắt Người Xưa (Ngân Giang) - Quang Lê (Đạo Diễnː Hoàng Tuấn Cường)

### Paris By Night 95
Chương trình mang chủ đề 25th Anniversary - Cảm ơn cuộc đời, kỷ niêm 25 thành lập chương trình PBN, ghi hình tại Trung tâm Hội nghị và Giải trí Long Beach (người Việt tại Mỹ thường gọi là Đại hí viện Long Beach) vào ngày 21 tháng 9 năm 2008. Đây cũng là phần hai của chương trình đặc biệt mà trung tâm Thúy Nga thực hiện để kỷ niệm 25 năm thành lập.
Nội dung chương trình
1. Phần Mở Đầu
2. Nếu Chỉ Còn Một Ngày Để Sống © (Hoài An) - Khánh Ly, Khánh Hà, Bằng Kiều, Thế Sơn, Don Hồ, Trần Thái Hoà, Minh Tuyết, Quang Lê, Mai Thiên Vân, Hương Thủy, Hồ Lệ Thu, Trúc Lam, Trúc Linh, Tú Quyên, Dương Triệu Vũ, Quỳnh Vi, Ngọc Liên, Lương Tùng Quang, Lưu Việt Hùng, Nguyệt Anh, Hương Giang
3. Hãy Cứ Là Tình Nhân (Tú Minh) - Ý Lan
4. Video Clipː Nguyễn Ngọc Ngạn & Kỳ Duyên in Paris (trích từ Paris By Night 17, 21, 22, 28, 53, 62)
5. Tân Cổ: Nếu Chúng Mình Cách Trở (Tân Nhạc: Tú Nhi, Vọng Cổ: Mạnh Quỳnh) - Phi Nhung, Mạnh Quỳnh
6. LK Những Ngày Mưa Gió - Như Loan & Nỗi Nhớ Dịu Êm (Bảo Chấn) - Nguyệt Anh
7. Phỏng Vấn Hậu Trường
8. Thiên Đường Cô Đơn (Trương Lê Sơn) - Lưu Bích
9. Một Người Đi (Mai Châu) - Hoàng Oanh
10. Phỏng Vấn Hậu Trường
11. Video Clipː Nguyễn Ngọc Ngạn & Kỳ Duyên - Đời Không Như Là Mơ (trích từ Paris By Night 79)
12. Dòng Sông Xanh (Lời Việt: Phạm Duy) - Ngọc Hạ
13. Phỏng Vấn Hậu Trường
14. Đời Tôi Chỉ Một Người (Huỳnh Anh) - Thế Sơn
15. LK Cỏ Úa (Lam Phương) - Ngọc Liên & Như Giấc Chiêm Bao (Lam Phương) - Thanh Hà
16. Phỏng Vấn Kenny Bùi
17. Đừng Giấu Trong Lòng © (Hoài An) - Minh Tuyết, Nguyễn Thắng
18. Phỏng Vấn Paris By Night Dancers
19. Lâu Đài Tình Ái (Trần Thiện Thanh) - Khánh Ly, Nguyễn Ngọc Ngạn
20. Video Clipː Kỳ Duyên - Đánh Lừa Dư Luận (trích từ Paris By Night 46, 68)
21. Mây Khói (Đức Huy) - Trịnh Lam
22. Video Clipː Viet Directors
23. Phỏng Vấn Tim Bùi, Hàm Trần, Stephan Gauger
24. Hài Kịchː Về Quê Xưa (Nguyễn Ngọc Ngạn) - Chí Tài, Việt Hương, Hoài Tâm, Nguyễn Huy
25. Phỏng Vấn Hương Thủy, Christian Baerens
26. Nhạc Kịchː Cho Người Tôi Yêuː Bức Thư Tình Đầu Tiên (Đỗ Bảo), Ngày Cưới (Đỗ Bảo), Ngày Tân Hôn (Lời Việt: Phạm Duy) - Bằng Kiều, Quỳnh Vi
27. Phỏng Vấn Nhạc Sĩ Thanh Sơn
28. Xin Còn Gọi Tên Nhau (Trường Sa) - Trần Thái Hoà
29. Phỏng Vấn Nhạc Sĩ Lê Dinh
30. Nếu Anh Đừng Hẹn (Lê Dinh, Dạ Cầm) - Mai Thiên Vân
31. Phỏng Vấn Hậu Trường
32. Đừng Lừa Dối (Lời Việt: Chu Minh Ký) - Dương Triệu Vũ
33. Tương Tư Nàng Ca Sĩ (Kông Thanh Bích) - Quang Lê
34. Video Clipː Điệp Vụ Trong Sa Mạc (trích từ Paris By Night 37)
35. Khi Xưa Ta Bé (Lời Việt: Phạm Duy) - Mai Tiến Dũng, Hương Giang
36. Phỏng Vấn Bảo Hân
37. LK Chỉ Riêng Mình Ta (Lời Việt: Lê Xuân Trường) & Khổ Vì Yêu Nàng © (Tùng Châu, Lê Hựu Hà) - Nguyễn Hưng, Thuỳ Vân
38. Video Clipː Trở Về Quá Khứ (trích từ Paris By Night 52)
39. Ra Ngõ Mà Yêu (Trần Tiến) - Trần Thu Hà
40. Trình Diễn Thời Trang Áo Dàiː LK Nhạt Nắng (Xuân Lôi, Y Vân) & Biển Nhớ (Trịnh Công Sơn) - Minh Tuyết, Tú Quyên, Quỳnh Vi, Trúc Lam, Trúc Linh, Ngọc Liên, Hương Thủy, Như Loan, Bảo Hân, Thùy Vân, Hồ Lệ Thu, Thanh Hà, Nguyệt Anh, Lynda Trang Đài
41. Finale

BONUS:
- Hậu Trường Sân Khấu
- Huyết Lệ (Trương Lê Sơn) - Hồ Lệ Thu

## 2008

### Paris By Night 94
Chương trình mang chủ đề 25th Anniversary, kỷ niệm 25 năm thành lập chương trình PBN, ghi hình ngày 20 tháng 9 nắm 2008 tại Trung tâm Hội nghị và Giải trí Long Beach (người Việt tại Mỹ thường gọi là Đại hí viện Long Beach). Đây cũng là phần đầu của chương trình đặc biệt mà trung tâm Thúy Nga thực hiện để kỷ niệm lần 25 năm thành lập. DVD được phát hành ngày 12 tháng 12 năm 2008.
Nội dung chương trình
1. Phần Mở Đầu
2. LK Vũ Khúc Paris (LV: Phạm Duy) - Quỳnh Vi, Như Loan, Celina Linh Thy & Hãy Cho Tôi Ngày Mai © (Hoài An, Võ Hoài Phúc) - Dương Triệu Vũ, Trịnh Lam, Lương Tùng Quang, Minh Tuyết, Bảo Hân, Hồ Lệ Thu
3. Tình Nghèo (Phạm Duy) - Ngọc Hạ, Quang Lê
4. Video Clipː Nguyễn Ngọc Ngạn & Kỳ Duyên - Lần Đầu Gặp Gỡ (trích từ Paris By Night 24)
5. Suối Lệ Xanh (Phạm Mạnh Cương) - Họa Mi
6. Ngợi Ca Quê Hương Em (Thanh Sơn) - Hương Thủy
7. Phỏng Vấn Hương Thủy
8. Bản Tình Ca Cho Em (Ngô Thụy Miên) - Bằng Kiều
9. Phỏng Vấn Khán Giả
10. Em Phải Làm Sao? (Minh Khang) - Thủy Tiên
11. LK The Final Countdown - Trizzie Phương Trinh, Lynda Trang Đài, Tommy Ngô
12. Video Clipː Nguyễn Ngọc Ngạn - Người Hùng Rừng Xanh (trích từ Paris By Night 42, 45, 46)
13. Tân Cổː Kiếp Cầm Ca (Tân Nhạcː Huỳnh Anh, Vọng Cổː Viễn Châu, Mặc Linh, Võ Thanh Phong) - Phượng Liên, Phi Nhung
14. Phỏng Vấn Phượng Liên, Phi Nhung
15. Niệm Khúc Cuối (Ngô Thụy Miên) - Khánh Ly, Elvis Phương
16. Diễm Xưa (Trịnh Công Sơn) - Don Hồ
17. Phỏng Vấn Don Hồ
18. Video Clipː Hành Trình 25 Năm Paris By Night
19. Đừng Trách Sáo Sang Sông © (Hồng Xương Long) - Hà Phương
20. Phỏng Vấn Khán Giả
21. Mãi Mãi Không Ân Hận © (Thái Thịnh) - Lương Tùng Quang
22. Video Clipː Kỳ Duyên In Caesar's Palace (trích từ Paris By Night 37)
23. Hài Kịch: Thế Giới Huyền Bí (Nguyễn Ngọc Ngạn) - Chí Tài, Hoài Linh, Uyên Chi
24. Phỏng Vấn Chí Tài, Hoài Linh, Uyên Chi
25. Đêm Đông (Nguyễn Văn Thương) - Nguyễn Hưng
26. LK Hãy Cho Tôi (Dino Phạm Hoàng Dũng) & Con Tim Mù Lòa (Sỹ Đan) - Nguyễn Huy
27. Phỏng Vấn Nguyễn Huy
28. 7000 Đêm Góp Lại (Trầm Tử Thiêng) - Hương Lan
29. Phỏng Vấn John Nguyễn
30. Anh Đi Chiến Dịch (Phạm Đình Chương) - Thanh Tuyền
31. Phỏng Vấn Thanh Tuyền
32. Thinking Of You (Thu Thủy) - Bảo Hân, Tú Quyên
33. Lời Ngỏ Trung Tâm Thúy Nga
34. Mùa Đông Của Anh (Trần Thiện Thanh) - Thế Sơn, Hương Giang
35. Phỏng Vấn Nhạc Sĩ Từ Công Phụng
36. Như Chiếc Que Diêm (Từ Công Phụng) - Quang Dũng
37. Video Clipː Mission Impossible (trích từ Paris By Night 57)
38. Đã Không Còn Hối Tiếc © (Tùng Châu, Thái Thịnh) - Minh Tuyết
39. Video Clipː Nguyễn Ngọc Ngạn - Hận Đàn Bà (trích từ Paris By Night 43)
40. LK Áo Em Chưa Mặc Một Lần (Hoài Linh) & Vòng Nhẫn Cưới (Vinh Sử) - Mai Thiên Vân, Quang Lê
41. Phỏng Vấn Đức Huy
42. LK Lời Yêu Thươngː Kiếp Đam Mê (LVː Duy Quang), Để Quên Con Tim (Đức Huy), Tình Tự Mùa Xuân (Từ Công Phụng), Anh Yêu Em (Phạm Duy, Nguyễn Long), Lời Yêu Thương (Đức Huy) - Duy Quang, Đức Huy, Tuấn Ngọc, Thái Châu
43. Nếu Có Yêu Tôi (Trần Duy Đức, Ngô Tịnh Yên) - Khánh Hà
44. Finale

BONUSː
- Hậu Trường Sân Khấu

- Ngàn Năm Vẫn Đợi (LV: Khúc Lan) - Như Loan

### Paris By Night 93
Chương trình mang chủ đề Celebrity Dancing - Khiêu vũ của các ngôi sao. Khác với những chương trình Paris By Night thường lệ, Paris By Night 93 là cuộc thi của những ngôi sao của Trung tâm Thúy Nga trên lĩnh vực khiêu vũ với những điệu không phải sở trường. Chương trình được thu hình ngày 14 tháng 5 năm 2008 tại hí viện Charles M. Schulz Theatre trong Khu giải trí Knott's Berry Farm và phát hành DVD vào ngày 29 tháng 8 năm 2008.
Nội dung chương trình
1. Phần Mở Đầu
2. Bên Nhau Đêm Nay - Kỳ Duyên, Brian, Christian, Anya, Christina, RioHot Dance Group
3. Giới Thiệu Ban Giám Khảoː Nguyễn Hưng, Khánh Ly, Đức Huy, Shanda Sawyer
4. Video Clipː Quỳnh Vi
5. Tan Tác (Lời Việt: Lữ Liên) - Quỳnh Vi (Pasodoble)
6. Video Clipː Trần Thái Hòa
7. Thôi (Y Vân, Nguyễn Long) - Trần Thái Hòa (Cha Cha)
8. Video Clipː Phi Khanh
9. Suối Tóc (Văn Phụng) - Phi Khanh (Slow Waltz)
10. Phỏng Vấn Ca Sĩ
11. Video Clipː Mai Tiến Dũng
12. 60 Năm Cuộc Đời (Y Vân) - Mai Tiến Dũng (Swing)
13. Video Clipː Lynda Trang Đài
14. Yêu Nhau Đi (Lời Việt: Trường Kỳ) - Lynda Trang Đài (Slow Fox Trot)
15. Video Clipː Quang Lê
16. Biển Tình (Lam Phương) - Quang Lê (Rumba)
17. Phỏng Vấn Ca Sĩ
18. Video Clipː Bảo Hân
19. Luân Vũ Ngày Mưa (Lời Việt: Khúc Lan) - Bảo Hân (Waltz)
20. Video Clipː Trizzie Phương Trinh
21. Trizzie's Tango (Ngọc Anh) - Trizzie Phương Trinh (Tango)
22. Video Clipː Lương Tùng Quang
23. Lời Tỏ Tình Dễ Thương 2 (Ngọc Sơn) - Lương Tùng Quang (Cha Cha)
24. Phỏng Vấn Ca Sĩ
25. Video Clipː Hương Lan
26. Mưa (Văn Phụng) - Hương Lan (Waltz)
27. Video Clipː Minh Tuyết
28. Chờ Một Tiếng Yêu (Lê Hựu Hà) - Minh Tuyết (Salsa)
29. Video Clipː Hương Thủy
30. Nào Biết Nào Hay? - Hương Thủy (Cha Cha)
31. Phỏng Vấn Ca Sĩ
32. Video Clipː Bằng Kiều
33. Em Là Tất Cả (Lời Việt: Duy Quang) - Bằng Kiều (Rumba)
34. Video Clipː Khánh Hà
35. Mambo Italiano - Khánh Hà (Mambo)
36. Phỏng Vấn Ca Sĩ
37. Hài Kịchː Mộng Khiêu Vũ (Hoài Linh) - Hoài Linh, Chí Tài
38. Trái Tim Đã Được Yêu (Trung Hành) - Như Loan
39. Em Ở Đâu? © (Chí Tài) - Dương Triệu Vũ
40. Hào Hoa (Giao Tiên) - Tuấn Hùng, Thùy Vân
41. Ru Lòng Khờ Dại © (Bùi Thanh Tuấn) - Nguyệt Anh
42. Mambo Yêu Thương (Ngọc Sơn) - Hồ Lệ Thu
43. Ghen (Trọng Khương, Thơ: Nguyễn Bính) - Bạch Yến
44. Giải Tiến Bộː Hương Thủy
45. Giải Ban Giám Khảoː Khánh Hà (huy chương đồng), Hương Lan (huy chương bạc), Hương Thủy (huy chương vàng)
46. Giải Khán Giảː Mai Tiến Dũng
47. Finale

BONUS
- Mong Chờ (Tường Văn) - Ngọc Liên
- Thương Hoài Ngàn Năm (Phạm Mạnh Cương) - Mai Thiên Vân
- Bởi Vì Anh Yêu Em (Phan Đình Tùng) - Minh Tuyết, Bằng Kiều
- Dừng Bước (Hoàng Nghĩa) - Mai Quốc Huy
- Tôi Đi Giữa Đất Trời Âu (Hoàng Cầm, Uyên Chi) - Hà Phương
- Thương Về Cố Đô (Thanh Sơn) - Nguyên Lê
- Nội Tôi (Đình Văn) - Duy Trường
- Hậu Trường Sân Khấu

### Paris By Night 92
Vào đầu tháng 5 năm 2008, Trung tâm Thúy Nga trực tiếp thu hình PBN 92 tại Knott’s Berry Farm, California. Đây cũng là chương trình PBN đầu tiên thực hiện theo chủ đề nhạc yêu cầu và cũng là chương trình song ca. Dẫn chương trình là Nguyễn Ngọc Ngạn và Nguyễn Cao Kỳ Duyên. Chương trình có sự xuất hiện lần đầu tiên của Hồng Nga, Nguyễn Thắng, Cẩm Ly, Phạm Quỳnh Anh, Việt Hương.
Nội dung chương trình
1. LK Trái Tim Lầm Lỡ (Lời Việt: Khúc Lan) & Như Là Tình Yêu (Tuấn Khanh) - Hồ Lệ Thu, Như Loan, Thùy Vân
2. Dĩ Vãng (Trịnh Nam Sơn) - Minh Tuyết, Bằng Kiều
3. Gõ Cửa Trái Tim (Vinh Sử) - Quang Lê, Mai Thiên Vân
4. Phỏng Vấn Khán Giả
5. LK Mắt Thu (Ngô Thụy Miên) & Tuổi Xa Người (Từ Công Phụng) - Trần Thái Hòa, Hương Giang
6. Phỏng Vấn Khán Giả
7. LK Sa Mạc Tình Yêu & Chìa Khóa Tình Yêu (Lời Việt: Khúc Lan) - Nguyệt Anh, Ngọc Liên
8. Video Clipː Yêu Cầu Tổng Hợp
9. Tình Yêu Ngày Mai © (Minh Nhiên) - Nguyễn Hưng
10. Video Clipː Yêu Cầu
11. Vọng Cổː Lòng Mẹ (Hoàng Song Việt) - Hương Lan, Hồng Nga
12. Tình Còn Vương Vấn © (Trịnh Lam) - Trịnh Lam, Quỳnh Vi
13. Phỏng Vấn Trần Thái Hòa & Video Clipː Yêu Cầu
14. Tình Đã Lãng Quên (Lời Việt: Huỳnh Nhật Tân) - Như Loan, Nguyễn Thắng
15. LK Không Bao Giờ Quên Anh (Hoàng Trang) & Đừng Nói Xa Nhau (Châu Kỳ, Hồ Đình Phương) - Mạnh Quỳnh, Hà Phương
16. Video Clipː Yêu Cầu
17. Amoré Mio (Lời Việt: Thủy Tiên) - Lưu Bích, Thủy Tiên
18. Mình Ơi! (Minh Vy) - Cẩm Ly
19. Video Clipː Yêu Cầu
20. Tình Hoài Hương (Phạm Duy) - Ý Lan, Quang Lê
21. Phỏng Vấn Ý Lan, Quang Lê
22. LK 10 Năm Tình Cũ & 20 Năm Tình Cũ (Trần Quảng Nam) - Thu Phương, Thế Sơn
23. Hello Việt Nam (Author: Yvan Coriat, Marc Lavoine, Composer: Marc Lavoine; Adaptation by Guy Balbaert, Published by Les Editions du 44) - Quỳnh Anh
24. Phỏng Vấn Quỳnh Anh
25. Hài Kịchː Kỳ Phùng Địch Thủ (Nguyễn Ngọc Ngạn) - Chí Tài, Việt Hương, Kiều Linh, Hoài Tâm
26. LK Câu Chuyện Tình Tôi (Kim Tuấn) & Nửa Vầng Trăng (Nhật Trung) - Dương Triệu Vũ, Bảo Hân
27. Video Clipː Yêu Cầu
28. Mãi Mãi Bên Nhau (Lời Việt: Bảo Thụy) - Lương Tùng Quang, Tú Quyên
29. LK Tuổi Học Trò (Minh Kỳ, Dạ Cầm) & Trường Cũ Tình Xưa (Duy Khánh) - Mai Thiên Vân, Quỳnh Dung
30. Video Clipː Yêu Cầu
31. LK Dấu Tình Sầu (Ngô Thụy Miên) & Lệ Đá (Trần Trịnh, Hà Huyền Chi) - Khánh Ly, Bằng Kiều
32. Phỏng Vấn Khánh Ly, Bằng Kiều & Video Clipː Yêu Cầu
33. LK Bẽ Bàng © & Cô Gái Quê © (Thái Thịnh) - Cẩm Ly, Minh Tuyết, Hà Phương
34. Phỏng Vấn Cẩm Ly, Minh Tuyết, Hà Phương
35. LK Chút Hương Cho Đời, Phiến Đá Sầu, Nói Với Tôi Một Lời (Diệu Hương) - Khánh Hà, Quang Dũng
36. Video Clipː Yêu Cầu
37. Đoạn Cuối Cho Cuộc Tình (Lời Việt: Nguyễn Vũ) - Thế Sơn, Hương Thủy
38. LK Ngày Chia Tay & Tiếc Thương (Quốc Hùng) - Hồ Lệ Thu, Lưu Việt Hùng
39. LK Top Hitsː Trả Nợ Tình Xa (Tuấn Khanh), Không Còn Mùa Thu (Việt Anh), Trống Vắng (Quốc Hùng), Giọt Sương Trên Mi Mắt (Thanh Tùng), Mặt Trời Dịu Êm (Dương Thụ), Góc Phố Rêu Xanh (Nhật Trung), Quên Đi Hết Đam Mê (Nhật Trung) - Minh Tuyết, Quỳnh Vi, Tú Quyên, Ngọc Liên, Nguyệt Anh, Bằng Kiều, Trịnh Lam, Dương Triệu Vũ, Lương Tùng Quang, Nguyễn Thắng
40. Finale

### ̈Paris By Night 91
Chương trình mang chủ đề Huế, Sài Gòn, Hà Nội, được quay tại hội trường Terrace Theater của Long Beach Convention and Entertainment Center, Long Beach, California vào ngày 12 và 13 tháng 1 năm 2008, và được phát hành thành DVD từ ngày 27 tháng 3 năm 2008.
Chương trình mang tên một ca khúc của Trịnh Công Sơn, với ý nghĩa ba thành phố lớn đại diện cho 3 khu vực tương ứng của đất nước, mang truyền thống riêng của mình cũng như các đặc điểm khác biệt nhau nhưng nhìn chung, các nền văn hóa của Huế, Sài Gòn và Hà Nội bổ sung cho nhau để hình thành một nước Việt Nam hoàn thiện.
Khách mời đặc biệt bao gồm Huỳnh Hưng (người đầu bếp chiến thắng của giải truyền hình Top Chef (season 3) của Mỹ), Khải (một người Pennsylvania gốc Hà Lan, nhưng nói được tiếng Việt), Phó đề đốc Hải quân Hồ Văn Kỳ Thoại, và cựu Dân biểu Nguyễn Lý Tưởng. Chương trình có sự xuất hiện lần đầu tiên của Lưu Việt Hùng, Nguyễn Hoàng Nam, Minh Vương, Nguyệt Anh.
ác tiết mục
1. Video Clipː Từ Miền Bắc
2. Trích Đoạn Con Đường Cái Quan: Từ Miền Bắc (Phạm Duy) - Quỳnh Vi, Thế Sơn, Bằng Kiều, Quang Lê, Trần Thái Hòa, Dương Triệu Vũ, Trịnh Lam
3. Giấc Mơ Hồi Hương (Vũ Thành) - Khánh Hà
4. Hà Nội Ngày Trở Về (Phú Quang, Doãn Thanh Tùng) - Quang Dũng
5. Em Đi Chùa Hương (Trung Đức, thơ: Nguyễn Nhược Pháp) - Tú Quyên, Thanh Trúc
6. Hà Nội Mùa Vắng Những Cơn Mưa (Trương Quý Hải, thơ: Bùi Thanh Tuấn) - Thế Sơn
7. Video Clipː Nhạc Sĩ Hoàng Dương
8. Hướng Về Hà Nội (Hoàng Dương) - Thu Phương
9. Em Ơi Hà Nội Phố (Phú Quang, thơ: Phan Vũ) - Bằng Kiều
10. Phỏng Vấn Mr. Khải
11. Video Clipː Qua Miền Trung
12. Trích Đoạn Con Đường Cái Quan: Qua Miền Trung (Phạm Duy) - Mai Thiên Vân, Trần Thái Hòa, Dương Triệu Vũ, Trịnh Lam, Lưu Việt Hùng, Nguyễn Hoàng Nam
13. LK Tâm Tình Gửi Huế (Tôn Nữ Trà Mi, Hoàng Thi Thơ) & Trở Về Huế (Văn Phụng) - Họa Mi, Ý Lan
14. Bao Giờ Em Quên (Duy Khánh) - Mai Quốc Huy
15. Thương Về Xứ Huế (Minh Kỳ, Hoài Linh) - Hoàng Oanh, Hà Thanh
16. Phỏng Vấn Mai Thiên Vân
17. Tiếng Sông Hương (Phạm Đình Chương) - Mai Thiên Vân
18. Video Clipː Nhạc Sĩ Châu Kỳ
19. Trở Về (Châu Kỳ) - Trần Thái Hòa
20. Video Clipː Nhạc Sĩ Thăng Long
21. Quen Nhau Trên Đường Về (Thăng Long, Đúc Nội) - Duy Trường, Quỳnh Dung
22. Phỏng Vấn Nguyễn Lý Tưởng
23. Nhạc Kịch Huế Mậu Thânː Những Con Đường Trắng (Trầm Tử Thiêng, Tồ Kiều Ngân) - Quang Lê & Bài Ca Dành Cho Những Xác Người (Trịnh Công Sơn) - Khánh Ly
24. Phỏng Vấn Hồ Văn Kỳ Thoại
25. Hài Kịchː Chung Một Mái Nhà (Nhóm Kịch Thúy Nga) - Chí Tài, Hương Thủy, Bé Tí, Uyên Chi
26. Video Clipː Top Chef Huỳnh Hưng
27. Phỏng Vấn Huỳnh Hưng
28. Video Clipː Vào Miền Nam
29. Trích Đoạn Con Đường Cái Quan: Vào Miền Nam (Phạm Duy) - Hương Thủy, Thế Sơn, Quang Lê, Lưu Việt Hùng, Nguyễn Hoàng Nam
30. Tân Cổː Tiếng Hò Miền Nam (Tân Nhạc: Phạm Duy, Vọng Cổ: Viễn Châu) - Hương Lan, Minh Vương
31. LK Đêm Đô Thị & Sài Gòn (Y Vân) - Bảo Hân, Hồ Lệ Thu, Thùy Vân
32. Phỏng Vấn Mr. Khải
33. LK Bước Chân Chiều Chủ Nhật (Đỗ Kim Bảng) - Ngọc Liên & Đêm Lang Thang (Vinh Sử) - Dương Triệu Vũ
34. Sài Gòn Niềm Thương Nỗi Nhớ (Võ Tá Hân, Thơ: Trần Ngọc) - Trịnh Lam
35. Giòng An Giang (Anh Việt Thu) - Quỳnh Vi, Nguyệt Anh
36. Phỏng Vấn Bằng Kiều
37. Sài Gòn Chiều Bơ Vơ © (Thái Thịnh) - Minh Tuyết
38. Tự Tình Quê Hương © (Nhật Ngân, Trịnh Việt Cường) - Tâm Đoan
39. Tôi Yêu (Trịnh Hưng) - Hồ Lệ Thu, Thanh Trúc, Như Loan
40. Finale

BONUS
- Phim Tài Liệuː Huế Mậu Thân
- Hậu Trường Sân Khấu

## 2007

### Paris By Night 90
Chương trình mang chủ đề Chân dung người phụ nữ Việt Nam, thu hình trực tiếp tại Hội trường Terrace Theater của Long Beach Convention and Entertainment Center, Long Beach, California vào ngày 15 và 16 tháng 9 năm 2007. DVD được phát hành từ ngày 13 tháng 12 năm 2007. Người điều khiển chương trình là Nguyễn Ngọc Ngạn và Nguyễn Cao Kỳ Duyên.
Chương trình được phát triển từ những ý tưởng của Tô Văn Lai và Nguyễn Ngọc Ngạn để tôn vinh sự hy sinh và sự chung thủy của người phụ nữ Việt Nam qua những trải nghiệm như người mẹ và vợ của một gia đình cũng như những công dân bình thường với những hy sinh mất mát trong thời gian chiến tranh và cố gắng trong hoà bình. Xen kẽ chương trình là giới thiệu những người phụ nữ như Tim Aline Rebeaud (Chương trình Nhà may mắn), sơ Trần Thị Hiệp ở Quảng Trị, hay sư cô Huệ Đức, chùa Diệu Pháp ở Huế,... đang làm việc từ thiện tình nguyện tại Việt Nam để giúp trẻ em khuyết tật và mồ côi cũng như giới thiệu những gương thành đạt của phụ nữ Việt Nam tại Mỹ như Mina Nguyễn, nguyên phó phụ tá Bộ trưởng tài chánh Hoa Kỳ, nữ kỹ sư Lê Duy Loan, với 22 bằng sáng chế cho công ty Texas Instruments. Chương trình có sự xuất hiện lần đầu tiên của Mai Thiên Vân.
Nội dung chương trình
1. Phần Mở Đầu
2. LK Mẹ Trùng Dương & Mẹ Việt Nam Ơi! (Phạm Duy) - Ý Lan, Khánh Ly, Họa Mi, Khánh Hà, Hoàng Oanh & Cô Gái Việt (Hùng Lân) - Loan Châu, Thanh Trúc, Minh Tuyết, Tâm Đoan, Bảo Hân, Như Loan, Tú Quyên, Hương Thủy, Hồ Lệ Thu, Ngọc Liên, Hương Giang, Quỳnh Vi
3. Dân Biểu Liên Bang Loretta Sanchez
4. Nước Non Ngàn Dặm Ra Đi (Phạm Duy) - Quang Lê, Mai Thiên Vân
5. Chị Tôi (Trần Tiến) - Bằng Kiều
6. Video Clip & Phỏng Vấn Soeur Trần Thi Hên
7. Cô Hàng Nước (Vũ Minh) - Trần Thái Hòa
8. LK Thân Phận (Lê Mộng Bảo) - Quỳnh Dung & Được Tin Em Lấy Chồng (Châu Kỳ) - Mai Quốc Huy
9. Ru Con Tình Cũ (Đinh Trầm Ca) - Khánh Hà
10. Vọng Cổː Thiếu Phụ Nam Xương (Hoàng Song Việt) - Mạnh Quỳnh, Hương Thủy
11. LK Thoi Tơ (Đức Quỳnh) & Bến Nước Tình Quê (Mạnh Phát, Mộng Bảo) - Loan Châu, Thanh Trúc
12. Thương Đời Hoa (Lê Dinh) - Hồ Lệ Thu
13. Video Clip & Phỏng Vấn Dr. Taryn Rose
14. Cô Thắm Về Làng (Giao Tiên) - Thế Sơn, Trịnh Lam, Tiến Dũng
15. Em Ghen © (Trịnh Lam) - Bảo Hân, Tú Quyên, Như Loan
16. Video Clip & Phỏng Vấn Minna Nguyễn
17. Người Yêu Của Lính (Trần Thiện Thanh) - Hoàng Oanh
18. Tưởng Như Còn Người Yêu (Phạm Duy, Thơ: Lê Thị Ý) - Ý Lan
19. Phỏng Vấn Nguyễn Thị Thanh Nga
20. Mười Thương (Phạm Đình Chương) - Tâm Đoan
21. Video Clip & Phỏng Vấn Tim Aline Rebeaud
22. Hài Kịchː Chồng Chúa Vợ Tôi (Nhóm Kịch Thúy Nga) - Kiều Oanh, Ngọc Đan Thanh, Kiều Linh, Lê Tín
23. LK Bốn Mắt Anh Yêu (Thế Hiển) & Cô Bắc Kỳ Nho Nhỏ (Phạm Duy, Thơ: Nguyễn Tất Nhiên) - Lương Tùng Quang, Dương Triệu Vũ
24. Video Clip & Phỏng Vấn Lê Duy Loan
25. Gánh Hàng Rong (Lê Quốc Dũng) - Minh Tuyết
26. Phỏng Vấn Minh Tuyết
27. LK Giọt Nước Mắt Ngà (Ngô Thụy Miên) - Ngọc Liên & Trả Lại Anh (Đức Quỳnh) - Hương Giang
28. Video Clip & Phỏng Vấn Sư Cô Huệ Đức
29. Nhạc Kịch Lòng Mẹ Việt Namː Bà Mẹ Quê (Phạm Duy) - Tâm Đoan, Hương Thủy, Thanh Trúc, Michelle Nguyễn, Lòng Mẹ Việt Nam (Lê Thương) & Lời Dặn Dò Của Mẹ (Nhật Ngân) - Quang Lê, Khánh Ly, Thế Sơn
30. Tiễn Bước Sang Ngang (Hoàng Trọng) - Nguyễn Hưng
31. Một Mình (Thanh Tùng) - Trần Thu Hà
32. Video Clip & Phỏng Vấn Ngọc Nguyễn, Tommy Mạnh Nguyễn
33. Mẹ Yêu (Lời Việt: Nguyễn Ngọc Thiện) - Trịnh Lam, Lưu Bích
34. Ai Xuôi Vạn Lý (Lê Thương) - Họa Mi
35. Trăng Sáng Vườn Chè (Văn Phung, Thơː Nguyễn Bính) - Quỳnh Vi
36. Finale

BONUS
- Phóng Sự Phát Thưởng Giải Khuyến Học Thúy Nga 2007 - Di Sản Việt Nam
- Phóng Sự Quyên Tiền Giúp Đỡ Trẻ Khuyết Tật & Mồ Côi Tại Việt Nam

### Paris By Night 89
Chương trình mang chủ đề Tại Hàn Quốc (In Korea), được quay trực tiếp tại Olympic Fencing Gymnasium thuộc Công viên Olympic (Seoul, Hàn Quốc) vào ngày 1 tháng 7 năm 2007 và được phát hành DVD từ ngày 30 tháng 8. Đây là lần đầu tiên Trung tâm Thúy Nga quay phim tại một quốc gia châu Á và do một đạo diễn Hàn Quốc, Seounghyun Oh chỉ đạo.
Địa điểm tổ chức, Olympic Fencing Gymnasium (hoặc Nhà thi đấu kiếm Olympic; nay là SK Olympic Handball Gymnasium, hay là Nhà thi đấu Bóng ném SK Olympic), là một hội trường lớn nhất mà Thúy Nga tổ chức cho đến nay với khoảng 6,350 khán giả. Show được diễn 2 lần và cũng là một trong những chương trình Thúy Nga lớn nhất của năm 2007.
Chương trình cũng có sự tham gia của những người mẫu Việt Nam và Hàn Quốc. Vào cuối chương trình, người điều khiển chương trình là Nguyễn Ngọc Ngạn và Nguyễn Cao Kỳ Duyên đã giới thiệu một phim tài liệu về đời sống tị nạn của người Việt tại Hàn Quốc sau Chiến tranh Việt Nam.
Danh sách tiết mục
1. Đừng Hứa Với Em... © (Huỳnh Nhật Tân) - Minh Tuyết, Thaiphoon
2. Bao Giờ Em Mới Hiểu? © (Trịnh Lam) - Trịnh Lam
3. Nửa Hồn Thương Đau (Phạm Đình Chương) - Ý Lan
4. Đường Vào Yêu (LV: Giáng Ngọc) - Thủy Tiên
5. Xót Xa (Tô Thanh Tùng) - Mai Quốc Huy
6. Phỏng Vấn Mai Quốc Huy
7. Superstar - Vân Quỳnh, Hương Giang
8. Thiên Đàng Đánh Mất (Nguyễn Hồng Thuận) - Dương Triệu Vũ
9. Tân Cổ: Bạc Trắng Lửa Hồng (Tân Nhạcː Thy Linh, Vọng Cổː Mạnh Quỳnh) - Hương Thủy, Mạnh Quỳnh
10. Phỏng Vấn Quang Lê
11. Hai Quê © (Đinh Miên Vũ) - Quang Lê
12. Thôi Nhớ Mong Mà Chi (LV: Hà Quang Minh) - Bảo Hân
13. Phỏng Vấn Khánh Ly
14. Hoa Vàng Mấy Độ (Trịnh Công Sơn) - Khánh Ly
15. Hạ Trắng (Trịnh Công Sơn) - Trần Thái Hòa
16. Videp Clip: Nguồn Gốc Họ Lý Hoa Sơn
17. Phỏng Vấn Trưởng Hậu Duệ Nhà Họ Lý
18. Tan Biến (Thái Bằng) - Huỳnh Gia Tuấn, Roni Trọng
19. Hài Kịch: Giọt Lệ Đài Trang - Hoài Linh, Chí Tài, Hữu Lộc
20. LK Gió Bấc (Võ Thiện Thanh) & Lý Con Sáo Bạc Liêu (Phan Ni Tấn) - Hương Lan, Tâm Đoan
21. Em Vẫn Tin (LV: Hồ Lệ Thu) - Hồ Lệ Thu
22. Mưa Trên Quê Hương © (Minh Châu) - Như Quỳnh
23. Video Clip: Thuyền Trưởng Jeon Je-yong Cứu Thuyền Nhân Việt Nam
24. Vinh Danh Thuyền Trưởng Jeon Je-yong
25. Cơn Đau Cuối Cùng (Thái Thịnh) - Lương Tùng Quang
26. Phỏng Vấn Lương Tùng Quang
27. Yêu Để Rồi Biết Xót Xa (Kasim) - David Meng
28. Yêu Anh Thật Khó Nói © (Tùng Châu, Thái Thịnh) - Như Loan, Loan Châu
29. Phỏng Vấn Như Loan, Loan Châu
30. Mộng Sầu (Trầm Tử Thiêng) - Khánh Hà
31. Linh Hồn Đã Mất © (Bằng Kiều) - Bằng Kiều
32. Phỏng Vấn Bằng Kiều
33. Trình Diễn Thời Trangː Ảo Ảnh (Y Vân) - Trần Thu Hà (Áo Dài Calvin Hiệp & Thái Nguyễn)
34. Hoa Nắng (Vũ Văn Hà) - Sunny Lương, Mai Tiến Dũng
35. Hoang Vu (Ngọc Sơn) - Thế Sơn
36. Tình Chấp Nhận (Trần Đức) - Quỳnh Vi
37. Khi Anh Ra Đi (Kỳ Phương) - Lưu Bích
38. Finale

BONUS
- Phóng Sự Đặc Biệt Tại Đại Hàn Với Nguyễn Ngọc Ngạn & Nguyễn Cao Kỳ Duyênː
  1. Tiến Sĩ Yeon-Kwan Park
  2. Những Mảnh Đời Buồn Vui
  3. Linh Mục Phạm Thanh Bình

- Nếu Em Được Chọn Lựa (Thái Thịnh) - Ngọc Liên (Đạo Diễnː Hoàng Tuấn Cường)
- Chuyện Ngày Thơ (Hồng Xương Long) - Hà Phương (Đạo Diễnː Minh Vy)
- Em Vẫn Tin (LV: Hồ Lệ Thu) - Hồ Lệ Thu (Đạo Diễnː Lee Doyong)

### Paris By Night 88
Chương trình mang chủ đề Lam Phương - Đường về Quê hương, thu hình trực tiếp tại Trung tâm Hobby Center for the Performing Arts của Sarofilm Hall ở Houston, Texas vào ngày 5 tháng 5 năm 2007 và phát hành DVD từ ngày 5 tháng 7 năm 2007. Đây là một chương trình đặc biệt gồm toàn những ca khúc của nhạc sĩ Lam Phương và là sự tiếp nối của Paris By Night 22: 40 năm âm nhạc Lam Phương và Paris By Night 28: Lam Phương 2 - Dòng nhạc nối tiếp, được phát hành một vài năm trước đó. Đây cũng là chương trình đầu tiên có giám đốc thực hiện là Alan Carter, thay cho Michael Watt là Giám đốc thực hiện và Đạo diễn nhiều năm nay. Carter đã thực hiện nhiều chương trình thành công, trong đó có cuộc thi Hoa hậu Mỹ (Miss America) năm 2007, Chung kết giải CMT Music Awards 2007, và Hoa hậu Hoàn vũ năm 2005. Chương trình có sự xuất hiện của hai người bạn của nhạc sĩ Lam Phương là Bạch Yến và Họa Mi.
Danh sách tiết mục
1. Phần Mở Đầu
2. Video Clipː Giới Thiệu Nhạc Sĩ Lam Phương
3. Đoàn Người Lữ Thứ - Thế Sơn, Trần Thái Hòa, Lương Tùng Quang, Dương Triệu Vũ, Trịnh Lam, Huy Tâm, Tâm Đoan, Hương Thủy, Ngọc Liên, Ngọc Loan, Quỳnh Vi, Hương Giang
4. Kiếp Nghèo - Ý Lan
5. Video Clipː Vạn Sự Khởi Đầu Nan
6. LK Thành Phố Buồn & Tình Như Mây Khói - Chế Linh, Mai Quốc Huy
7. Tiễn Người Đi - Hương Lan
8. Phỏng Vấn Hương Lan
9. Bức Tâm Thư - Như Loan, Ngọc Loan
10. Video Clipː Lam Phương Và Nơi Ông Sinh Ra
11. Chiều Tàn - Hoàng Oanh
12. LK Biết Đến Bao Giờ - Mạnh Quỳnh & Đêm Tiền Đồn - Trường Vũ
13. Phỏng Vấn Nhất Tuấn
14. Ngày Hạnh Phúc - Tâm Đoan, Hương Thủy, Minh Tuyết, Ngọc Liên
15. Nghẹn Ngào - Khánh Hà
16. Phút Cuối - Bằng Kiều
17. Video Clipː Lam Phương Nói Về Tác Phẩm Em Đi Rồi
18. Em Đi Rồi - Họa Mi
19. Nhạc Kịchː Chuyện Tình Thời Chinh Chiếnː Ngày Tạm Biệt, Khóc Thầm, Chiều Hoang Vắng, Con Tàu Định Mệnh, Mất, Vĩnh Biệt Người Tình - Như Quỳnh, Thế Sơn (phụ diễn: Lương Tùng Quang, Trịnh Lam, Huy Tâm, Quỳnh Vi)
20. Phỏng Vấn Trần Đình Trường
21. Chuyến Đò Vỹ Tuyến - Tâm Đoan
22. Phỏng Vấn Nguyễn Văn Nam
23. Đường Về Quê Hương - Quang Lê
24. Vinh Danh Nhạc Sĩ Lam Phương
25. LK Nắng Đẹp Miền Nam & Khúc Ca Ngày Mùa - Hà Phương, Hương Thủy
26. Khán Giả Với Dòng Nhạc Lam Phương
27. Hài Kịchː Lầm - Hoài Linh, Chí Tài
28. LK Say - Dương Triệu Vũ & Lầm - Trịnh Lam
29. Ngày Em Đi - Nguyễn Hưng
30. Video Clipː Lam Phương Nói Về Tác Phẩm Cho Em Quên Tuổi Ngọc
31. Cho Em Quên Tuổi Ngọc - Bạch Yến, Trần Thu Hà
32. LK Thiên Đàng Ái Ân, Chỉ Có Em, Tình Vẫn Chưa Yên - Bảo Hân, Thủy Tiên, Lương Tùng Quang
33. Phỏng Vấn Bạch Yến
34. LK Trăm Nhớ Ngàn Thương & Tình Bơ Vơ - Trần Thái Hòa, Ngọc Liên
35. Video Clipː Lam Phương & Paris
36. Bài Tango Cho Em - Khánh Ly
37. Mùa Thu Yêu Đương - Huy Tâm, Quỳnh Vi
38. Chờ Người - Bằng Kiều, Trần Thu Hà
39. Mình Mất Nhau Bao Giờ - Minh Tuyết
40. Video Clipː Lam Phương Bây Giờ
41. Một Mình - Hương Giang
42. BONUSː Hậu Trường Sân Khấu

### Paris By Night 87
Chương trình mang chủ đề PBN Talent Show - Finals, trực tiếp thu hình tại Knott's Berry Farm ở Buena Park, California vào ngày 10 tháng 2 năm 2007. Đây là chương trình chung kết tìm kiếm tài năng của Paris By Night. Sau bán kết, có 7 thí sinh còn lại trong chung kết.
Danh sách tiết mục
1. Phần Mở Đầu
2. Ngôi Sao Đêm Nay (LV: Lê Xuân Trường) - Văn Phi Thông, David Meng, Huy Tâm, Ngọc Loan, Hương Giang, Triệu Bảo Vi, Quỳnh Vi, Sunny Lương, Mai Tiến Dũng, Trần Thái Hòa, Hoài Phương, Trịnh Lam, Ngô Quang Minh, Vũ Đoàn Paris By Night
3. Video Clipː Con Đường Đi Đến Little Saigon
4. Tuyên Bố Kết Quả 7 Thí Sinh Vào Chung Kết
5. Giới Thiệu Ban Giám Khảoː Thái Thanh, Shanda Sawyer, Nhật Ngân, Đức Huy, Huỳnh Thi
6. All I Want - Roni Trọng, Vũ Đoàn Paris By Night
7. Người Đàn Ông Chân Thật (Minh Khang) - David Meng
8. Nỗi Buồn Chim Sáo (Huỳnh Ngọc Đông, Đinh Trầm Ca) - Ngọc Loan
9. Có Phải Em Mùa Thu Hà Nội (Trần Quang Lộc) - Hương Giang
10. Phỏng Vấn Hậu Trường
11. Mưa Hồng (Trịnh Công Sơn) - Quỳnh Vi
12. Bay Cùng Tình Yêu (Lương Bằng Quang) - Mai Tiến Dũng
13. Giọt Nắng Bên Thềm (Thanh Tùng) - Trần Thái Hòa
14. Một Lần Cuối (Hoàng Thi Thơ) - Trịnh Lam
15. Phỏng Vấn Hậu Trường
16. Bảng Xếp Hạng 7 Thí Sinh
17. Phỏng Vấn Vũ Quang Ninh
18. Phỏng Vấn Đức Huy
19. Tình Yêu Vội Đi (Đức Huy) - Ngọc Liên
20. Phỏng Vấn Hậu Trường
21. Hài Kịch: Mộng Ca Sĩ - Hoài Linh, Chí Tài, Hữu Lộc, Calvin Hiệp
22. Chiều Một Mình Qua Phố (Trịnh Công Sơn) - Quang Dũng
23. Chỉ Có Một Thời (Diệu Hương) - Quang Dũng
24. Phỏng Vấn Hoài Phương, Trịnh Lam
25. Unchain My Heart - Khánh Hà, Hoài Phương, Trịnh Lam
26. Chồng Xa (Võ Thiện Thanh) - Tâm Đoan, Văn Phi Thông, Ngọc Loan
27. Vầng Trăng Khóc (Nguyễn Văn Chung) - Roni Trọng, Mai Tiến Dũng, Triệu Bảo Vi, Hương Giang, Quỳnh Vi
28. Cát Bụi Tình Xa (Trịnh Công Sơn) - Ngọc Liên, Trần Thái Hòa, Ngô Quang Minh, Huy Tâm
29. Phỏng Vấn Nguyễn Hưng
30. Trả Hết Cho Người (Lê Hựu Hà) - Nguyễn Hưng, David Meng, Sunny Lương
31. Sóng Về Đâu (Trịnh Công Sơn) - Khánh Hà
32. Cho Vừa Lòng Em (Nhật Ngân) - Tâm Đoan
33. Biết Làm Gì Hơn (Minh Khang) - Nguyễn Hưnɡ, Vũ Đoàn Paris By Night
34. Phỏng Vấn Hậu Trường
35. Sometimes When We Touch - Lưu Bích, Vũ Đoàn Paris By Night
36. Còn Lại Nhớ Thương (LV: Nguyên Lộc) - Tú Quyên, Vũ Đoàn Paris By Night
37. Tuyên Bố Kết Quả Cuộc Thiː Giải Giám Khảo Bình Chọn - Trịnh Lam, Giải Khán Giả Bình Chọn - Mai Tiến Dũng
38. Ngôi Sao Đêm Nay (LVː Lê Xuân Trường) - Hợp Ca

BONUSː
- Hạnh Phúc Quanh Đây (Tô Thanh Tùng) - Mai Quốc Huy (Đạo Diễnː Hoàng Tuấn Cường)
- Ru Em (Dzoãn Bình) - Văn Phi Thông
- Không Còn Mùa Thu (Việt Anh) - Huy Tâm
- Đam Mê (Ngọc Sơn) - Triệu Bảo Vi
- Xin Lỗi Tình Yêu (Minh Nhiên) - Sunny Lương
- Trái Tim Hoang Đường (Kim Tuấn) - Hoài Phương
- Đêm Đông (Nguyễn Văn Thương, Kim Minh) - Ngô Quang Minh

### Paris By Night 86
Chương trình mang chủ đề PBN Talent Show - Semi-Finals, trực tiếp thu hình tại Knott's Berry Farm ở Buena Park, California vào 8 tháng 2 năm 2007. Đây là chương trình bán kết tìm kiếm tài năng của Paris By Night. Có 13 thí sinh trong vòng bán kết.
Danh sách tiết mục
1. Phần Mở Đầu
2. Ai Không Một Lần Mơ (LV: Lê Xuân Trường) - Bằng Kiều, Minh Tuyết, 13 Thí Sinh, Vũ Đoàn Paris By Night
3. Giới Thiệu Ban Giám Khảoː Khánh Ly, Hương Lan, Nhật Ngân, Đức Huy, Huỳnh Thi
4. Bên Giậu Cúc Tần (Hoàng Thành) - Văn Phi Thông (Thí Sinh #2)
5. Xin Lỗi Em (Kasim) - David Meng (Thí Sinh #3)
6. Ô Mê Ly (Văn Phụng) - Huy Tâm (Thí Sinh #4)
7. Phỏng Vấn Sau Hậu Trường
8. Thương Nhớ Người Dưng (Nguyễn Nhất Huy) - Ngọc Loan (Thí Sinh #5)
9. Về Đây Nghe Em (Trần Quang Lộc) - Hương Giang (Thí Sinh #6)
10. Rồi Cũng Chia Tay (Quốc An) - Triệu Bảo Vi (Thí Sinh #7)
11. Phỏng Vấn Sau Hậu Trường
12. Bảng Xếp Hạng 6 Thí Sinh
13. Về Đây Em (Trịnh Nam Sơn) - Như Loan, Vũ Đoàn Paris By Night
14. Ngọc Lan (Dương Thiệu Tước) - Trần Thu Hà
15. Niềm Đau Chôn Giấu (LV: Lữ Liên) - Quỳnh Vi (Thí Sinh #8)
16. Hãy Nhìn Lại Mình Đi (Duy Mạnh) - Sunny Lương (Thí Sinh #9)
17. Chuyện Chàng Cô Đơn (Hoàng Bách) - Mai Tiến Dũng (Thí Sinh #10)
18. Phỏng Vấn Sau Hậu Trường
19. Bảng Xếp Hạng 9 Thí Sinh
20. Tình Nhớ (Trịnh Công Sơn) - Trần Thái Hòa (Thí Sinh #11)
21. Chia Tay Tình Đầu (Nguyễn Ngọc Thiện) - Hoài Phương (Thí Sinh #12)
22. Tại Sao? (Trịnh Lam) - Trịnh Lam (Thí Sinh #13)
23. Lá Đổ Muôn Chiều (Đoàn Chuẩn, Từ Linh) - Ngô Quang Minh (Thí Sinh #14)
24. Phỏng Vấn Sau Hậu Trường
25. Bảng Xếp Hạng 13 Thí Sinh
26. Mình Ơi! (Diệu Hương) - Ý Lan
27. Bản Tình Cuối (Ngô Thụy Miên) - Bằng Kiều
28. Giờ Thì Anh Đã Biết (Thái Thịnh) - Bằng Kiều, Minh Tuyết
29. Ai Khổ Vì Ai (Thương Linh) - Quỳnh Dung, Duy Trường
30. Hài Kịch: Người Ở Thời Hiện Đại - Kiều Oanh, Lê Tín, Trang Thanh Lan
31. Khoảng Cách (Quốc Dũng) - Trần Thái Hòa, Vũ Đoàn Paris By Night
32. Vầng Trăng Đêm Trôi (LV: Lê Quang) - Minh Tuyết
33. 13 Thí Sinh Tổng Chào
34. Trích Đoạn Phần Trình Diễn 13 Thí Sinh
35. Ai Không Một Lần Mơ (LV: Lê Xuân Trường) - 13 Thí Sinh, Vũ Đoàn Paris By Night
36. BONUS: Red Carpet - Phỏng Vấn Nghệ Sĩ Đến Tham Dự Chương Trình

### Paris By Night 85
Chương trình mang chủ đề Xuân trong kỷ niệm,trực tiếp thu hình tại Studio 40 ở Canadian Broadcasting Centre vào 21 tháng 10 năm 2006 và phát hành dưới dạng 2-đĩa DVD vào ngày 25 tháng 1 năm 2007, vào dịp Tết. Đây là chương trình Tết thứ ba liên tiếp của Thúy Nga trong vòng ba năm, sau Paris By Night 80: Tết khắp mọi nhà (2006) và Paris by Night 76: Xuân tha hương (2005). Ba chương trình này thường được xem là "Bộ ba Tết Thúy Nga" trước khi Paris By Night 101 - chương trình chủ đề xuân thứ tư - ra đời.
Danh sách tiết mục
1. Phần Mở Đầuː Tập Tục Đón Tết Qua Các Triều Vua
2. Xuân Nghệ sĩ Hành Khúc (Lê Yên) - Nguyễn Hưng, Thế Sơn, Quang Lê, Trần Thái Hòa, Lương Tùng Quang
3. Xuân Mộng (Lam Phương) - Thanh Trúc, Như Loan
4. Video Clipː Dân Gian Chuẩn Bị Đón Tết
5. LK Cảm Ơn (Nhật Ngân) & Mùa Xuân Của Mẹ (Trịnh Lâm Ngân) - Hương Lan, Chế Linh
6. Phỏng Vấn Hà Thanh
7. Hoa Xuân (Phạm Duy) - Hà Thanh
8. Đại Diện Trung Tâm Thúy Nga Chúc Tết
9. Gió Mùa Xuân Tới (Hoàng Trọng) - Hồ Lệ Thu, Bảo Hân
10. Video Clipː Cách Thức Và Tập Tục Nấu Bánh Chưng
11. Vọng Cổː Tình Xuân (Hoàng Song Việt) - Hương Thủy (Music Video)
12. Hạnh Phúc Đầu Xuân (Lê Dinh, Minh Kỳ) - Hoàng Oanh, Trung Chỉnh
13. Ngày Xuân Tái Ngộ (Thanh Sơn) - Mạnh Quỳnh, Hà Phương
14. Video Clipː Tập Tục Bói Quẻ, Xin Xăm, Xem Chỉ Tay,.. Đầu Năm
15. Thiên Duyên Tiền Định (Tuấn Lê) - Lương Tùng Quang, Tú Quyên
16. Bến Xuân (Văn Cao) - Khánh Ly, Trần Thái Hòa
17. Video Clipː Những Trò Chơi Giải Trí Dịp Tết
18. Hơi Thở Mùa Xuân (Dương Thụ) - Ngọc Liên (Music Video)
19. Tuổi Mùa Xuân (Song Ngọc) - Xuân Mai
20. Video Clipː Những Kiêng Cữ Đầu Năm
21. Đám Cưới Đầu Xuân (Trần Thiện Thanh) - Thế Sơn, Tâm Đoan
22. LK Phút Giao Mùa & Ngày Đầu Một Năm (Trần Thiện Thanh) - Phương Hồng Quế, Ngọc Đan Thanh
23. Phương Hồng Quế, Ngọc Đan Thanh Chúc Tết
24. Hài Kịchː Nỗi Oan Thị Mầu (Nhóm Kịch Thúy Nga) - Hoài Linh, Kiều Oanh, Chí Tài, Lê Tín, Uyên Chi, Kiều Linh
25. Một Nét Ca Trù Ngày Xuân (Nguyễn Cường) - Trần Thu Hà
26. Trình Diễn Thời Trangː LK Chiều Xuân & Thì Thầm Mùa Xuân (Ngọc Châu) - Loan Châu, Hương Thủy, Như Loan, Minh Tuyết, Hồ Lệ Thu, Tâm Đoan, Tú Quyên, Hà Phương, Thanh Trúc, Bảo Hân (Áo Dài Tường Khuê & Calvin Hiệp)
27. Đầu Xuân Lính Chúc (Tấn An, Hoài Linh) - Nguyễn Hưng
28. Video Clipː Dân Tộc Thiểu Số Ở Việt Nam Đón Tết
29. Phỏng Vấn Chế Linh
30. Xuân Này Con Không Về (Trịnh Lâm Ngân) - Quang Lê
31. Mộng Lành (Hoàng Trọng) - Loan Châu (Music Video)
32. Sớ Táo Quân - Hoài Linh, Chí Tài, Nguyễn Ngọc Ngạn
33. Tiếng Sáo Thiên Thai (Phạm Duy) - Khánh Hà, Thúy Anh, Lưu Bích
34. Em Đến Thăm Anh Đêm 30 (Vũ Thành An, Thơ: Nguyễn Đình Toàn) - Bằng Kiều
35. Xuân Miền Nam (Văn Phụng) - Khánh Ly, Hoàng Oanh, Hương Lan, Phương Hồng Quế
36. Kiều Oanh Chúc Tết
37. Xuân Trong Rừng Thẳm (Trần Anh Mai) - Thế Sơn, Trần Thái Hòa, Tiến Dũng (Bè phụ họa: Hương Thủy, Tâm Đoan, Ngọc Liên)
38. Nếu Xuân Này Vắng Anh (Bảo Thu) - Minh Tuyết
39. Mừng Nắng Xuân Về (Huỳnh Anh) - Hợp Ca
40. BONUSː Hậu Trường Sân Khấu

## 2006

### Paris By Night 84
Chương trình mang chủ đề In Atlanta - Passport to Music & Fashion (Âm nhạc và Thời trang), quay tại Atlanta Civic Center vào ngày 2 tháng 7 năm 2006 và phát hành dưới dạng 2-Đĩa DVD vào ngày 7 tháng 12 năm 2006. Chương trình có sự xuất hiện lần đầu tiên của Thanh Trúc, Huỳnh Gia Tuấn, Roni Trọng.
Danh sách tiết mục
1. Phầm Mở Đầu
2. Sẽ Không Quên Người © (Huỳnh Nhật Tân) - Bảo Hân, Như Loan
3. Ngàn Thu Áo Tím (Hoàng Trọng) - Ngọc Liên, Loan Châu
4. Một Đời Tan Vỡ (Lam Phương) - Thế Sơn, Thanh Trúc
5. Phỏng Vấn Thế Sơn, Thanh Trúc
6. Áo Hoa (Trần Quang Lộc) - Như Quỳnh, Quang Lê
7. Video Clipː Giấc Mộng MC - Kiều Oanh, Kỳ Duyên
8. Girls (Lời Việt: Huỳnh Nhật Tân) - Huỳnh Gia Tuấn
9. Giấc Mộng MC Phần 2 - Kiều Oanh, Kỳ Duyên, Nguyễn Ngọc Ngạn
10. Về Đâu Mái Tóc Người Thương (Hoài Linh) - Hoàng Oanh, Phương Dung
11. Phỏng Vấn Hoàng Oanh, Phương Dung
12. Tân Cổ: Hai Sắc Hoa, Một Nỗi Niềm (Hoàng Song Việt) - Hương Lan, Xuân Mai
13. Video Clipː Uyên Uyên Tống
14. Trình Diễn Thời Trangː Sao Em Nỡ Vội Lấy Chồng (Trần Tiến) - Ngọc Liên, Tú Quyên, Minh Tuyết, Hà Phương, Như Quỳnh, Thanh Trúc, Loan Châu, Hương Thủy (Áo Dài Tường Khuê)
15. Phỏng Vấn Như Quỳnh, Tường Khuê
16. Nghìn Trùng Xa Cách (Phạm Duy) - Khánh Hà, Ý Lan
17. Video Clipː Michelle Ngô
18. Niệm Khúc Cuối (Ngô Thụy Miên) - Trần Thái Hòa, Thanh Hà
19. Khẩu Xà Tâm Phật - Kiều Oanh, Kỳ Duyên
20. Nhớ Anh Đêm Nay (Ngọc Sơn) - Hồ Lệ Thu, Nguyễn Hưng
21. Video Clipː Chloe Đào
22. Trình Diễn Thời Trangː Chloe Đào Collection
23. Phỏng Vấn Chloe Đào
24. Giọt Lệ Thiên Thu (Trịnh Công Sơn) - Khánh Ly, Trần Thu Hà
25. Video Clipː Kim Võ
26. LK Đồng Xanh (Lời Việt: Lê Hựu Hà) & Ôi! Giàn Thiên Lý Đã Xa (Lời Việt: Phạm Duy) - Bằng Kiều, Tuấn Ngọc
27. Xin Cho Anh Yêu (Vũ Quốc Việt) - Trúc Lam, Trúc Linh
28. Phỏng Vấn Trúc Lam, Trúc Linh
29. Hài Kịchː Vietnamese Idols - Hoài Linh, Chí Tài, Kiều Oanh, Lê Tín
30. Waiting For Your Call © (Huỳnh Nhật Tân, Tú Quyên, Shayla) - Tú Quyên, Shayla
31. Phỏng Vấn Thái Nguyễn, Tú Quyên, Shayla
32. Làm Sao Biết Được? (Song Phượng) - Mạnh Quỳnh
33. Phố Đêm (Tâm Anh) - Như Quỳnh, Trường Vũ
34. Tình Dù Trăm Lối... © (Tùng Châu, Nguyễn Ngọc Thiện) - Lương Tùng Quang, Minh Tuyết
35. Video Clipː Roni Trọng
36. Call Me (Jonas Saeed, Teron Beal) - Roni Trọng
37. Phỏng Vấn Roni Trọng
38. Em Đi Trên Cỏ Non (Bắc Sơn) - Hà Phương, Hương Thủy
39. Phỏng Vấn Hà Phương, Hương Thủy
40. Lại Gần Hôn Em (Lời Việt: Phạm Duy) - Dương Triệu Vũ, Ngọc Liên
41. Magic In The Air (Lời Việt: Lan Anh) - Thủy Tiên, Lưu Bích
42. Video Clipː Chân Lưu
43. Phỏng Vấn Chân Lưu
44. I Will Survive - Angela Trâm Anh, Vân Quỳnh
45. Phỏng Vấn Calvin Hiệp
46. Trình Diễn Thời Trangː Những Bước Chân Âm Thầm (Y Vân, thơ: Kim Tuấn) - Bảo Hân, Như Loan, Hồ Lệ Thu, Thanh Trúc, Trúc Lam, Trúc Linh, Loan Châu, Minh Tuyết, Tú Quyên, Shayla (Áo Dài Calvin Hiệp)
47. Finale

BONUS
- Gục Ngã Vì Yêu (Phạm Minh Hùng) - Tâm Đoan (Music Video)
- Hậu Trường Sân Khấu

### Paris By Night 83
Chương trình mang chủ đề Những khúc hát ân tình, trực tiếp thu hình tại Charles M. Schulz Theatre ở Knott's Berry Farm, Buena Park, California vào ngày 27 tháng 5 năm 2006. Đây là chương trình đầu tiên phát hành dưới dạng 3-Đĩa DVD vào 21 tháng 9 năm 2006. Hai đĩa đầu tiên là Phần 1 và Phần II của chương trình ca nhạc. Đĩa 3 là phần đặc biệt, chủ yếu là phim tài liệu về những nhạc sĩ của chương trình và hai video âm nhạc tặng thêm. Chương trình vinh danh ba nhạc sĩ Việt Nam nổi tiếng Xuân Tiên, Thanh Sơn và Nguyễn Ánh 9. Chương trình có sự xuất hiện lần đầu tiên của Hà Phương.
Nội dung chương trình
1. Khúc Hát Ân Tình (Xuân Tiên, Song Hương) - Như Quỳnh, Hà Phương, Minh Tuyết, Hạ Vy
2. Phóng Sự Nhạc Sĩ Xuân Tiên
3. Chờ Một Kiếp Mai (Xuân Tiên, Ngọc Bích) - Trần Thái Hòa
4. Chờ Anh Bên Đồi (Xuân Tiên) - Như Quỳnh
5. Duyên Tình (Xuân Tiên, Y Vân) - Ý Lan
6. Mong Chờ (Xuân Tiên̠) - Hoàng Oanh
7. Về Dưới Mái Nhà (Xuân Tiên, Y Vân) - Trần Thái Hòa, Quang Lê, Thế Sơn
8. Nhật Ký Đời Tôi (Thanh Sơn) - Mạnh Quỳnh, Hạ Vy
9. Phóng Sự Nhạc Sĩ Thanh Sơn
10. Nhạc Sĩ Thanh Sơn & Hương Lan Lúc Tập Dượt
11. Hoài Cổ (Thanh Sơn) - Hương Lan
12. Mùa Hoa Anh Đào (Thanh Sơn) - Dương Triệu Vũ
13. Bài Ngợi Ca Quê Hương (Thanh Sơn) - Thái Châu, Sơn Ca
14. Phóng Sự Nhạc Sĩ Thanh Sơnː Thời Thơ Ấu
15. Thương Ca Mùa Hạ (Thanh Sơn, Bảo Thu) - Minh Tuyết
16. Hương Tóc Mạ Non (Thanh Sơn) - Quang Lê, Hà Phương
17. Phóng Sự Nhạc Sĩ Thanh Sơnː Trở Thành Ca Sĩ
18. Thị Trấn Mù Sương (Thanh Sơn) - Hương Thủy
19. Mười Năm Tái Ngộ (Thanh Sơn) - Mạnh Quỳnh, Mạnh Đình
20. Phóng Sự Nhạc Sĩ Thanh Sơnː Lời Tâm Sự Cuối Cùng
21. LK Nỗi Buồn Hoa Phượng & Lưu Bút Ngày Xanh (Thanh Sơn) - Hoàng Oanh, Hương Lan, Như Quỳnh
22. Hài Kịchː Tình Quê (Kiều Oanh) - Kiều Oanh, Lê Tín
23. Phóng Sự Nhạc Sĩ Nguyễn Ánh 9
24. Tình Yêu Đến Trong Giã Từ (Nguyễn Ánh 9) - Hồ Lệ Thu
25. Tài Liệu Ca Sĩ Đặng Lệ Quân & Bài Không
26. Không (Nguyễn Ánh 9) - Elvis Phương
27. Nhạc Sĩ Nguyễn Ánh 9 & Khánh Ly Lúc Tập Dượt
28. Mùa Thu Cánh Nâu (Nguyễn Ánh 9) - Khánh Ly
29. Ai Đưa Em Về (Nguyễn Ánh 9) - Ngọc Liên, Lương Tùng Quang
30. Buồn Ơi, Chào Mi (Nguyễn Ánh 9) - Bằng Kiều
31. Biệt Khúc (Nguyễn Ánh 9) - Khánh Hà
32. Bơ Vơ (Nguyễn Ánh 9) - Lưu Bích
33. Một Lời Cuối Cho Em (Nguyễn Ánh 9) - Thế Sơn
34. Trọn Kiếp Đơn Côi (Nguyễn Ánh 9) - Nguyễn Hưng
35. Nhạc Sĩ Nguyễn Ánh 9 & Các Ca Sĩ Lúc Tập Dượt
36. Tình Khúc Chiều Mưa (Nguyễn Ánh 9) - Bằng Kiều, Lương Tùng Quang, Trần Thái Hòa, Minh Tuyết, Ngọc Liên, Angela Trâm Anh
37. Phóng Sự Nhạc Sĩ Nguyễn Ánh 9ː Lời Tâm Sự Cuối Cùng
38. Cô Đơn (Nguyễn Ánh 9) - Trần Thu Hà
39. Finale

BONUS
- Hãy Về Đây Bên Anh (Duy Mạnh) - Quang Lê (Music Video)
- Gọi Đò (Hồng Xương Long) - Tường Nguyên (Music Video)
- Phóng Sự Nhạc Sĩ Xuân Tiên
- Phóng Sự Nhạc Sĩ Thanh Sơn
- Phóng Sự Nhạc Sĩ Nguyễn Ánh 9
- Hậu Trường Sân Khấu

### Paris By Night 82
Chương trình mang chủ đề Tiếu Vương Hội, trực tiếp thu hình tại Studio 40 của Canadian Broadcasting Centre ở Toronto, Ontario - Canada vào 25 tháng 3 năm 2006. Đây là chương trình chuyên về hài kịch thứ hai của Trung tâm Thúy Nga, sau cuốn Paris By Night 61 với 4 vở hài kịch. Chương trình có sự xuất hiện lần đầu tiên của Kiều Oanh, Lê Tín và sự trở lại của cặp đôi Quang Minh - Hồng Đào.
Danh sách tiết mục
1. Ghen © (Huỳnh Nhật Tân) - Nguyễn Hưng
2. LK Mưa Chiều Kỷ Niệm (Duy Yên, Quốc Kỳ) & Rồi Mai Tôi Đưa Em (Trường Sa) - Thế Sơn, Thanh Hà
3. Khi... (Vũ Tuấn Đức) - Khánh Hà
4. Hài kịch: Madame Moon Talk Show - Quang Minh, Hồng Đào
5. Tình Mộng © (Nguyễn Ngọc Thạch) - Ngọc Liên
6. Đập Vỡ Cây Đàn (Hoa Linh Bảo) - Quang Lê
7. Tân Cổ: Chữ Hiếu, Chữ Tình (Mạnh Quỳnh) - Mạnh Quỳnh, Phi Nhung, Văn Chung
8. Hài kịch: Trúng Số Độc Đắc (Kiều Oanh) - Kiều Oanh, Lê Tín
9. My Philosophy (Hollie Thanh Ngọc) - Hollie Thanh Ngọc
10. Vọng Cổ Buồn (Minh Vy) - Như Quỳnh
11. Hài kịch: Gà Què Ăn Quẩn Cối Xay (Nhóm Kịch Thúy Nga) - Chí Tài, Kiều Linh, Phi Nhung, Uyên Chi
12. Dĩ Vãng Êm Đềm (Tường Văn) - Dương Triệu Vũ, Vân Quỳnh
13. Đêm Chia Tay (Thái Thịnh) - Lương Tùng Quang, Như Loan
14. Không Cần Nói (Lời Việt: Lê Xuân Trường) - Angela Trâm Anh
15. Rồi Ánh Trăng Tan (Quốc Bảo) - Lưu Bích
16. Hài kịch: Xin Đừng Yêu Tôi (Hữu Lộc) - Hoài Linh, Chí Tài, Hương Thủy
17. LK Tình Khúc Tháng Sáu (Ngô Thụy Miên) & Đường Xa Ướt Mưa (Đức Huy) - Bằng Kiều, Trần Thu Hà
18. Tình Rơi © (Hồ Đăng Long) - Trần Thái Hòa
19. Người Cho Em Biết Cô Đơn © (Tùng Châu, Thái Thịnh) - Hồ Lệ Thu
20. Những Ngày Nắng Đẹp (Lời Việt: Phạm Duy) - Dương Triệu Vũ, Lương Tùng Quang, Adam Hồ, Vân Quỳnh, Angela Trâm Anh, Hollie Thanh Ngọc
21. Finale

BONUS
- Đừng Xa Em Nhé © (Thái Thịnh) - Minh Tuyết (Đạo Diễn: Minh Vy)
- Hậu Trường Sân Khấu

### Paris By Night 81
Chương trình mang chủ đề Âm nhạc không biên giới 2, thực hiện và phát hành trong năm 2006. Chương trình có sự xuất hiện lần đầu tiên của Angela Trâm Anh, Hollie Thanh Ngọc. Đặc biệt, chương trình có dành một phần thời lượng cho sự xuất hiện của các nghệ sĩ đến từ Hàn Quốc: Jeon Huye Bin, Kim Jong Kook và Tae Kyung Im.
Danh sách tiết mục
1. Hòn Vọng Phu 1 (Lê Thương) - Thế Sơn
2. Chuyện Một Chiếc Cầu Đã Gãy (Trầm Tử Thiêng) - Quang Lê
3. Em Về Miệt Thứ (Hà Phương) - Hương Thủy
4. Lời Hát Kinh Cầu (Minh Châu) - Ngọc Liên
5. Còn Thương Rau Đắng Mọc Sau Hè (Bắc Sơn) - Như Quỳnh
6. Tát Nước Đầu Đình (Đào Duy Anh) - Vân Quỳnh, Adam Hồ
7. Phỏng Vấn Thúy Nga
8. Tân Cổ: Ơn Nghĩa Sinh Thành (Tân Nhạc: Dương Thiệu Tước, Vọng Cổ: Mạnh Quỳnh) - Mạnh Quỳnh, Xuân Mai
9. Đã Không Yêu Thì Thôi (Hoài An) - Minh Tuyết
10. Cò Tây, Cò Ta - Lữ Liên, Hoàng Thi Thao
11. Đêm Màu Hồng (Minh Vy) - Lương Tùng Quang
12. Khúc Ca Mùa Đông (Lời Việt: Hoàng Tuấn Nghĩa) - Dương Triệu Vũ
13. Những Ngày Đẹp Trời (Lời Việt: Hồ Văn Quân) - Bằng Kiều
14. 2 A.M. - Jeon Hye Bin
15. One Guy - Kim Jong Kook
16. Love Will Throw Away Love - Tae Kyung Im
17. Phỏng Vấn Đức Thành
18. Hoa Hồng Tình Yêu (Lời Việt: Lê Xuân Trường) - Loan Châu
19. Phỏng Vấn Lữ Liên
20. LK Âm Nhạc Không Biên Giớiː Speak Softly Love - Tuấn Ngọc, Lá Thu Vàng (Lời Việt: Lữ Liên) - Khánh Hà, Diễm Xưa (Trịnh Công Sơn) - Khánh Ly, Chiều Tím (Đan Thọ, Đinh Hùng) - Lệ Thu, Anh Hùng Xạ Điêu (Lời Việt: Nhật Ngân) - Thế Sơn, Như Quỳnh
21. Lãng Tử Tình Yêu (Lời Việt: Lê Xuân Trường) - Nguyễn Hưng
22. Kịchː Con Đường Nghệ Thuật Chông Gai (Nhóm Kịch Thúy Nga) - Hoài Linh, Chí Tài, Kiều Linh, Uyên Chi, Bé Tí, Hoài Tâm
23. My Way - Hollie Thanh Ngọc, Angela Trâm Anh
24. Adieu Mon Pays (Lời Việt: Khánh Ly) - Khánh Ly
25. A Time For Us (Lời Việt: Phạm Duy) - Như Loan
26. LK Bahama Mama & Sunny - Bảo Hân, Thủy Tiên
27. If You Go Away - Trần Thái Hòa
28. Et Maintenant - Khánh Hà, Tuấn Ngọc
29. Maria Magdalena (Lời Việt: Hoài An) - Hồ Lệ Thu
30. Hot Stuff - Lưu Bích
31. Finale

### Paris By Night 80
Chương trình mang chủ đề Tết khắp mọi nhà, trực tiếp thu hình vào ngày 29 tháng 10 năm 2005 tại Nhà hát Trung tâm Phát sóng Canada (Canadian Broadcasting Centre) tại Toronto, Canada và phát hành DVD từ ngày 16 tháng 1 năm 2006. Tham gia dẫn chương trình là Nguyễn Ngọc Ngạn và Nguyễn Cao Kỳ Duyên. Đây là phần thứ 2 trong bộ ba chương trình về tết của PBN sau PBN 76: Xuân tha hương (2004) và PBN 85: Xuân trong kỷ niệm (2006). Lần đầu tiên có mặt ca sĩ Xuân Mai xuất hiện tại Paris By Night.
Các tiết mục
1. Phần Mở Đầu: Múa Lân
2. Xuân Quê Ta (Nhật Trung) - Như Quỳnh, Tâm Đoan, Lương Tùng Quang, Thế Sơn
3. Mưa Xuân (Đức Thịnh) - Minh Tuyết
4. Nhớ Một Chiều Xuân (Nguyễn Văn Đông) - Trần Thái Hòa
5. Xuân Về Trên Môi Em (Huỳnh Nhật Tân) - Bảo Hân, Như Loan, Tú Quyên
6. Tâm Sự Ngày Xuân (Hoài An) - Tâm Đoan
7. Mừng Tuổi Mẹ (Trần Long Ẩn) - Quang Lê
8. Cánh Bướm Vườn Xuân (Lời Việt: Huyền Vân) - Hồ Lệ Thu
9. Rước Xuân Về Nhà (Nhật Ngân) - Ngọc Liên
10. Chuyện Ngày Cuối Năm (Song Ngọc) - Trường Vũ
11. Hài kịch: Thà Ăn Mày Hơn Ăn Cướp (Nhóm Kịch Thúy Nga) - Hoài Linh, Trang Thanh Lan
12. LK Mùa Xuân Ơi (Nguyễn Ngọc Thiện) & Ngày Tết Quê Em (Từ Huy) - Xuân Mai
13. Tân Cổ: Cánh Thiệp Đầu Xuân (Tân Nhạc: Minh Kỳ, Lê Dinh, Cổ Nhạc: Hoàng Song Việt) - Hương Lan
14. Mùa Xuân Lá Khô (Trần Thiện Thanh) - Mạnh Quỳnh
15. Mộng Chiều Xuân (Ngọc Bích) - Loan Châu (Music Video)
16. Đoản Xuân Ca (Thanh Sơn) - Hương Thủy
17. Mai Lệ Xuân (Song Ngọc, Hoài Linh) - Thế Sơn
18. Tình Em Mùa Xuân (Trường Huy) - Nhật Trung, La Sương Sương
19. Xuân Mong Chờ (Lời Việt: Minh Châu) - Như Quỳnh
20. Hài kịch: Lương Sơn Bá, Chúc Anh Đài (Nhóm Kịch Thúy Nga) - Hoài Linh, Chí Tài, Bé Tí
21. Mùa Xuân Trở Về (Võ Thiện Thanh) - Lương Tùng Quang, Bảo Hân
22. Mùa Xuân Đang Đến (Quốc Hùng) - Lưu Bích
23. Em Là Xuân Về (Bảo Chấn) - Thủy Tiên
24. Hãy Mang Đến Những Mùa Xuân (Nguyễn Đức Trung) - Nguyễn Hưng
25. Lắng Nghe Mùa Xuân Về (Dương Thụ) - Bằng Kiều
26. Dáng Xuân (Minh Châu) - Dương Triệu Vũ
27. LK Xuân Vui Ca (Nguyễn Hiền) & Chúc Mừng Xuân (Thanh Sơn) - Bảo Hân, Như Loan, Hồ Lệ Thu, Minh Tuyết, La Sương Sương, Tâm Đoan, Ngọc Liên, Tú Quyên

BONUS
- Lie Under My Bed (Adam Hồ) - Adam Hồ

- Hậu Trường Sân Khấu

## 2005

### Paris By Night 79
Chương trình mang chủ đề Dreams, trực tiếp thu hình tại Center for the Performing Arts ở San Jose, California vào ngày 20 tháng 8 năm 2005. Đây là chương trình song ca. Dẫn chương trình là Nguyễn Ngọc Ngạn và Nguyễn Cao Kỳ Duyên.
Danh sách
1. Mộng Đẹp © (Tùng Châu, Quốc Dũng) - Hồ Lệ Thu, Như Loan, Loan Châu
2. Trọn Kiếp Bình Yên (Đăng Anh) - Minh Tuyết, Dương Triệu Vũ
3. Tóc Mai Sợi Vắn Sợi Dài (Phạm Duy) - Trần Thái Hòa, Ngọc Hạ
4. Video Clip: Dreams - Nguyễn Ngọc Ngạn, Nguyễn Cao Kỳ Duyên, Kiều Linh, Nguyễn Vương Định
5. Đêm Ngậm Ngùi © (Lương Bằng Vinh) - Như Quỳnh, Tâm Đoan
6. LK Đêm Vũ Trường & Phận Tơ Tằm (Lê Minh Bằng) - Phương Hồng Quế, Thái Châu
7. LK Hãy Yêu Nhau Đi, Tình Sầu, Tuổi Đá Buồn, Phôi Pha (Trịnh Công Sơn) - Tuấn Ngọc, Khánh Ly
8. Yêu Làm Chi? © (Huỳnh Nhật Tân) - Lynda Trang Đài, Tommy Ngô
9. Yêu Thương Mong Manh (Đức Trí, Hà Quang Minh) - Minh Tuyết, Bằng Kiều
10. LK Trong Tầm Mắt Đời & Thương Hận (Tú Nhi) - Trường Vũ, Chế Linh
11. Người Về Từ Giấc Chiêm Bao (Nguyễn Minh Anh) - Bảo Hân, Loan Châu
12. Vọng Cổ: Mẹ Vẫn Đợi Con Về (Viễn Châu) - Hương Thủy, Ngọc Đan Thanh
13. Hài Kịch: Âm Dương Đôi Đường - Hoài Linh, Chí Tài, Bé Kevin Phan
14. Nhạc Cảnh: Hờn Ghen (Nguyễn Minh Anh) - Nguyễn Hưng, Thùy Vân
15. Tình Lúa Duyên Trăng (Hoài An, Hồ Đình Phương) - Quang Lê, Ngọc Hạ
16. Hãy Trả Lời Em (Tuấn Nghĩa) - Ngọc Liên, Thế Sơn
17. Em Đi (Đức Huy) - Bằng Kiều, Tuấn Ngọc, Thái Châu, Nhật Trung, Nguyễn Ngọc Ngạn
18. Nếu Không Có Em Bên Đời (Lời Việt: Vũ Xuân Hùng) - Như Loan, Trần Thái Hòa
19. Chợ Đời © (Nhật Trung) - Nhật Trung, Hoài Phương
20. Chờ Anh Nói Một Lời © (Nhật Trung) - Nguyễn Hưng, Lưu Bích
21. Nối Lại Tình Xưa (Ngân Giang) - Như Quỳnh, Mạnh Quỳnh
22. Đau Một Lần Rồi Thôi (Huy Cường) - Thế Sơn, Hồ Lệ Thu
23. Con Tim Dại Khờ (Nguyễn Hoài Anh) - Lương Tùng Quang, Tú Quyên
24. Tình Yêu Cho Em (Lời Việt: Nhật Ngân) - Khánh Hà, Bằng Kiều
25. Cơn Mưa Bất Chợt (Sỹ Đan) - Thủy Tiên, Lương Tùng Quang
26. Sweet Dreams (Annie Lennox) - Adam Hồ, Vân Quỳnh
27. Khiêu Vũ Bên Nhau (Lời Việt: Vũ Xuân Hùng) - Lương Tùng Quang, Tommy Ngô, Dương Triệu Vũ, Minh Tuyết, Tâm Đoan, Bảo Hân, Tú Quyên, Hồ Lệ Thu, Lynda Trang Đài

### Paris By Night 78
Chương trình mang chủ đề Đường xưa, trực tiếp thu hình tại Canadian Broadcasting Centre Studio #40 ở Toronto, Canada vào ngày 11 tháng 6 năm 2005. Dẫn chương trình là Nguyễn Ngọc Ngạn và Nguyễn Cao Kỳ Duyên. Chương trình nhằm vinh danh ba nhạc sĩ: Quốc Dũng, Châu Kỳ và Tùng Giang. Chương trình có sự xuất hiện lần đầu tiên của Trúc Mai và Ngọc Liên.
Danh sách
1. Phần mở đầu
2. Chỉ Là Mùa Thu Rơi (Quốc Dũng, Nguyễn Đức Cường) - Khánh Hà
3. Ngại Ngùng (Quốc Dũng, thơ: Xuân Kỳ) - Như Quỳnh
4. LK Quê Hương Và Mộng Ước, Biển Mộng, Bên Nhau Ngày Vui (Quốc Dũng) - Thanh Mai, Quốc Dũng
5. Hạt Mưa Và Nỗi Nhớ (Quốc Dũng, Nguyễn Đức Cường) - Lưu Bích
6. Mắt Huế Xưa (Quốc Dũng, Đinh Trầm Ca) - Hương Lan
7. Chuyện 3 Người (Quốc Dũng, thơ: Xuân Kỳ) - Mạnh Quỳnh
8. 9 Con Số, 1 Linh Hồn (Quốc Dũng) - Hồ Lệ Thu
9. LK Cơn Gió Thoảng & Trái Tim Tội Lỗi - Bằng Kiều, Thanh Hà
10. Đường Xưa (Quốc Dũng, Lời: Nguyễn Đức Cường) - Ngọc Hạ
11. Thoát Ly (Quốc Dũng) - Minh Tuyết
12. Túy Ca (Châu Kỳ, Trương Minh Dũng) - Chế Linh
13. LK Khuya Nay Anh Đi Rồi, Em Không Buồn Nữa Chị Ơi, Giọt Lệ Đài Trang, Đừng Nói Xa Nhau (Châu Kỳ) - Phương Hồng Quế, Trúc Mai
14. Sao Chưa Thấy Hồi Âm (Châu Kỳ) - Hoàng Oanh
15. Tiếng Ca Đó Về Đâu (Châu Kỳ, Nguyễn Tiến Thịnh) - Trường Vũ
16. Phượng Tìm Hoàng (Châu Kỳ, thơ: Đinh Hùng) - Nguyễn Hưng
17. Đàn Không Tiếng Hát (Châu Kỳ) - Tâm Đoan
18. Hương Giang Còn Tôi Chờ (Châu Kỳ) - Quang Lê
19. Xin Làm Người Tình Cô Đơn (Châu Kỳ, Hồ Đình Phương) - Thái Châu
20. Hài Kịch: Ru Lại Câu Hò (Hoài Linh) - Hoài Linh, Chí Tài
21. Biết Đến Thuở Nào (Tùng Giang) - Dương Triệu Vũ
22. Anh Đã Quên Mùa Thu (Tùng Giang, Nam Lộc) - Lưu Bích, Như Quỳnh, Khánh Hà
23. Tôi Với Trời Bơ Vơ (Tùng Giang) - Trần Thu Hà
24. Paris Và Em (Tùng Giang) - Trần Thái Hòa
25. Chỉ Riêng Mình Em Hiểu (Tùng Giang) - Ngọc Liên
26. Biển Vắng (Tùng Giang) - Bằng Kiều
27. Cuộc Tình Xưa (Tùng Giang) - Thế Sơn
28. Người Tình Người Đẹp Xinh Xinh (Tùng Giang) - Thủy Tiên
29. Finale

BONUS
- Hậu Trường Sân Khấu
- Quảng Cáo Sản Phẩm Mới

### Paris By Night 77
Chương trình mang chủ đề 30 năm viễn xứ, trực tiếp thu hình tại Terrace Theater ở Long Beach Convention and Entertainment Center vào ngày 5 tháng 3 năm 2005. Chương trình phát hành dưới dạng DVD vào 28 tháng 4 năm 2005 khoảng hai ngày trước dịp kỷ niệm 30 năm sự kiện 30 tháng 4 năm 1975. Chương trình có sự xuất hiện lần đầu tiên của Thu Phương.
Danh sách
1. Phim Tài Liệu: 30 Tháng Tư 1975
2. Tôi Cố Bám... (Nguyễn Đình Toàn) - Khánh Ly
3. Đêm Chôn Dầu Vượt Biển (Châu Đình An) - Như Quỳnh
4. Sài Gòn Ơi! Vĩnh Biệt (Lam Phương) - Khánh Hà
5. Xin Đời Một Nụ Cười (Nam Lộc) - Khánh Ly, Thế Sơn, Trần Thái Hòa
6. Phim Tài Liệu: Tàu Ánh Sáng, L'ile De Lumiere
7. Cay Đắng Bờ Môi (Châu Đình An) - Quang Lê
8. Tân Cổ: Hình Bóng Quê Nhà (Tân Nhạc: Thanh Sơn, Vọng Cổ: Mạnh Quỳnh) - Mạnh Quỳnh, Hương Thủy
9. Hải Ngoại Thương Ca (Nguyễn Văn Đông) - Lệ Thu
10. Phim Tài Liệu: Hội Y Sĩ Thế Giới - Tàu Jean Charcot
11. Phỏng Vấn: Đinh Xuân Anh Tuấn
12. LK Còn Mãi Yêu Thương (Trần Quảng Nam) - Loan Châu & Tình Đẹp Như Mơ (Lam Phương) - Hồ Lệ Thu
13. Phim Tài Liệu: Tàu Cap Anamur, Đức & Phỏng Vấn Rupert Neudeck
14. Phỏng Vấn: Dân Biểu Quốc Hội Hoa Kỳ Madeleine Z. Bordallo
15. Bài Ca Học Trò (Phan Ni Tấn) - Thế Sơn
16. Hương Bình Lưu Luyến (Hồ Kim Thanh) - Hoàng Oanh
17. Buồn Vương Màu Áo (Ngọc Trọng) - Nguyễn Hưng
18. Rồi 30 Năm Qua © (Nhật Ngân) - Tâm Đoan
19. Biết Bao Giờ Trở Lại (Ngô Thụy Miên) - Trần Thái Hòa
20. Về Đây Nghe Em (Trần Quang Lộc) - Tuấn Ngọc
21. Người Tình Trăm Năm (Đức Huy) - Thủy Tiên
22. Đợi Bước Anh Về (Trịnh Nam Sơn) - Minh Tuyết
23. Phóng Sự: Cộng Đồng Người Việt Tại Canada
24. Phỏng Vấn: Marion Dewar
25. Phóng Sự: Cộng Đồng Người Việt Tại Hoa Kỳ
26. Phóng Sự: Cộng Đồng Người Việt Tại Tiệp Khắc, Đông Đức, Ba Lan
27. Mãi Còn Yêu © (Nhật Trung) - Bảo Hân, Như Loan
28. Phóng Sự: Cộng Đồng Người Việt Tại Louisiana
29. LK Con Đường Xưa Em Đi (Châu Kỳ, Hồ Đình Phương) & Xin Anh Giữ Trọn Tình Quê (Duy Khánh) - Như Quỳnh, Trường Vũ
30. LK Cho Tôi Lại Từ Đầu (Trần Quang Lộc) & Quê Hương Tuổi Thơ Tôi (Từ Huy) - Thu Phương
31. Vá Lại Tình Tôi © (Tâm Nguyên) - Bằng Kiều
32. LK Ước Hẹn & Tan Tác (Lời Việt: Lữ Liên) - Lưu Bích
33. Phóng Sự: Cộng Đồng Người Việt Tại Paris, London
34. Viễn Khúc Việt Nam (Hàn Lệ Nhân) - Dương Triệu Vũ
35. Phim Tài Liệu: To America, Love & Gratitude
36. Phỏng Vấn: Nguyễn Quý An, Noburu Masuoka
37. I'm Tired © (Adam Hồ) - Adam Hồ
38. Like The Birds (Lời: Vân Quỳnh) - Vân Quỳnh
39. Phóng Sự: Cộng Đồng Người Việt Tại Úc Châu
40. Nước Mắt (Trần Huân) - Lương Tùng Quang
41. Lời Cảm Ơn © (Ngô Thụy Miên, Hạ Đỏ Chung Bích Phượng) - Hợp Ca

### Paris By Night 76
Chương trình mang chủ đề Xuân tha hương, tổ chức, in đĩa và phát hành trong năm 2005. Tham gia dẫn chương trình là Nguyễn Ngọc Ngạn và Nguyễn Cao Kỳ Duyên. Đây là chương trình PBN chủ đề Xuân thứ 2 sau Thúy Nga Video 32 Mùa Xuân Nào Ta Về (1992), sau này lại được tiếp tục bằng các cuốn Paris By Night 80 Tết Khắp Mọi Nhà và Paris By Night 85 Xuân Trong Kỷ Niệm. Chương trình có sự xuất hiện lần đầu tiên của Trần Thu Hà. Bên cạnh những tiết mục ca, vũ, kịch còn có những dẫn giải của MC Nguyễn Ngọc Ngạn về phong tục truyền thống của người Việt trong mùa Xuân và dịp Tết. DVD Paris By Night 76 có doanh thu cao kỉ lục.
Nội dung chương trình
1. Phần Mở Đầu
2. Xuân Họp Mặt (Văn Phụng) - Như Quỳnh, Loan Châu, Thủy Tiên, Bảo Hân
3. Chúc Xuân (Đinh Trung Chính) - Dương Triệu Vũ, Vân Quỳnh
4. Nhớ Về Một Mùa Xuân (Lời Việt: Yên Tử) - Lưu Bích
5. Đón Xuân (Phạm Đình Chương) - Lương Tùng Quang, Như Loan
6. Tôi Chưa Có Mùa Xuân (Châu Kỳ) - Nguyễn Hưng
7. LK Ai Lên Xứ Hoa Đào & Bài Thơ Hoa Đào (Hoàng Nguyên) - Hoàng Oanh, Trung Chỉnh
8. Du Xuân (An Thuyên) - Loan Châu
9. Hài Kịch: Gieo Quẻ Đầu Năm (Nhóm Kịch Thúy Nga) - Phi Nhung, Hoài Linh
10. Xuân Thì (Phạm Duy) - Khánh Ly
11. Đêm Giao Thừa Nghe Một Khúc Dân Ca (Võ Đông Điền) - Hương Thủy
12. Xuân Tha Hương (Phạm Đình Chương) - Trần Thái Hòa
13. Khúc Hát Thanh Xuân (Lời: Phạm Duy) - Trần Thu Hà
14. Nắng Có Còn Xuân © (Đức Trí) - Khánh Hà
15. Tân Cổ: Đón Xuân Này Nhớ Xuân Xưa (Tân Nhạc: Châu Kỳ, Vọng Cổ: Mạnh Quỳnh) - Mạnh Quỳnh, Phi Nhung
16. Xuân Nào Con Sẽ Về (Trịnh Lâm Ngân) - Tường Nguyên (Music Video)
17. Hài Kịch: Single Mom (Nhóm Kịch Thúy Nga) - Chí Tài, Minh Phượng, Kevin Phan
18. Xuân Này Con Về Mẹ Ở Đâu? (Nhật Ngân) - Quang Lê
19. Lạc Mất Mùa Xuân (Lời Việt: Lữ Liên) - Bằng Kiều
20. Xuân Và Tuổi Trẻ (La Hối, Thế Lữ) - Minh Tuyết
21. Câu Chuyện Đầu Năm (Hoài An) - Như Quỳnh
22. Phiên Gác Đêm Xuân (Nguyễn Văn Đông) - Thế Sơn
23. Khúc Xuân Tình (Lời Việt: Chu Minh Ký) - Bảo Hân
24. Gác Nhỏ Đêm Xuân (Minh Kỳ, Lê Dinh) - Hương Lan
25. Chào Mùa Xuân Mới (Hữu Xuân) - Lương Tùng Quang, Bằng Kiều, Vân Quỳnh
26. Xuân Về (Lời: Nguyễn Ngọc Thiện) - Tâm Đoan
27. Khúc Nhạc Mừng Xuân (Nhật Bằng) - Thủy Tiên

BONUS
- Hậu Trường Sân Khấu
- Giới thiệu Sản Phẩm Mới

## 2004

### Paris By Night 75
Chương trình mang chủ đề Về miền Viễn Đông - Journey to the Far East, trực tiếp thu hình tại Đại hí viện Center for the Performing Arts, 255 Almaden Boulevard, San Jose, California 95110 vào Thứ Bảy, ngày 28 tháng 8 năm 2004, in đĩa và phát hành vào ngày 10/12/2004. Chương trình với sự tham gia dẫn chương trình của nhà văn Nguyễn Ngọc Ngạn và MC Nguyễn Cao Kỳ Duyên. Chương trình có sự xuất hiện lần đầu tiên của Adam Hồ.
Nội dung chương trình
1. Phần Mở Đầu
2. Ngày Gió Và Cánh Diều (Tuấn Khanh) - Lương Tùng Quang, Hồ Lệ Thu
3. Đắng Cay © (Lương Bằng Vinh) - Lưu Bích
4. Đêm Trao Kỷ Niệm (Hùng Cường) - Quang Lê
5. Nếu Biết Trước © (Lương Bằng Vinh) - Tâm Đoan
6. Đóa Hồng Đẫm Máu (Lời Việt: Vũ Xuân Hùng) - Minh Tuyết
7. LK Vọng Kim Lang & Bậu Đi Theo Người (Nguyễn Ngọc Thạch) - Phi Nhung
8. Hỏi Tình © (Diệu Hương) - Loan Châu
9. Dặm Đường Gió Bụi (Lời Việt: Nhật Ngân) - Nguyễn Hưng
10. Khóc Cho Vơi Lệ Nhòa (Đinh Trung Chính) - Ý Lan
11. Mưa Trên Ngày Tháng Đó (Từ Công Phụng) - Bằng Kiều
12. Trái Tim Mong Manh (Lời Việt: Lê Hựu Hà) - Lương Tùng Quang
13. Yêu Nhau Dưới Nắng Mai (Lời Việt: Minh Châu) - Như Loan
14. Hài Kịch: Con Sáo Sang Sông (Nhóm Kịch Thúy Nga) - Hoài Linh, Chí Tài, Kiều Linh, Minh Phượng, Mai Lan, Thời Danh
15. Khát Vọng Xưa (Lời Việt: Nguyễn Ngọc Thiện) - Hương Thủy
16. Tình Nghèo Có Nhau (Đài Phương Trang) - Mạnh Quỳnh
17. Yêu Ai © (Nguyễn Ngọc Thiện) - Thủy Tiên
18. Đơn Côi © (Nhật Trung) - Nhật Trung
19. Giọt Lệ Đã Phai © (Lê Quang) - Hồ Lệ Thu
20. Chị Đi Tìm Em © (Vũ Quốc Việt) - Như Quỳnh
21. Đoạn Buồn Cho Tôi (Tú Nhi) - Dương Triệu Vũ
22. Come Together (Lennon, Mc. Cartney) - Adam Hồ
23. Trăng Rơi Bên Hồ © (Nhật Trung) - Ngọc Hạ
24. Theo Em Xuống Phố (Lời Việt: Minh Châu) - Bảo Hân
25. Tôi Đi Giữa Hoàng Hôn (Văn Phụng) - Trần Thái Hòa
26. Hận Đồ Bàn (Xuân Tiên) - Thế Sơn
27. Mãi Xa Nhau © (Nguyễn Quang) - Vân Quỳnh
28. Sorry Seems To Be The Hardest Word (Elton John, Bernie Taupin) - Lâm Nhật Tiến, Khánh Hà
29. LK Ghế Bến Sài Gòn (Văn Phụng) & Sài Gòn (Y Vân) - Như Quỳnh, Bảo Hân, Loan Châu, Minh Tuyết, Tâm Đoan, Hương Thủy, Hồ Lệ Thu, Như Loan

BONUS
- Hậu Trường Sân Khấu
- Quảng Cáo Sản Phẩm Mới

### Paris By Night 74
Chương trình mang chủ đề Hoa bướm ngày xưa, trực tiếp thu hình tại Canadian Broadcasting Centre Studio #40 ở Toronto, Canada vào ngày 29 tháng 5 năm 2004. Điều khiển chương trình là Nguyễn Ngọc Ngạn & Nguyễn Cao Kỳ Duyên. Chương trình nhằm vinh danh ba nhạc sĩ: Huỳnh Anh, Nguyễn Hiền và Song Ngọc. Bản DVD được phát hành vào ngày 1 tháng 9 năm 2004.
Nội dung chương trình
1. Sa Mạc Tuổi Trẻ (Huỳnh Anh) - Nguyễn Hưng
2. Biết Nói Gì Đây (Huỳnh Anh, Huyền Thanh) - Thế Sơn, Tâm Đoan
3. Mưa Rừng (Huỳnh Anh) - Như Quỳnh
4. Em Gắng Chờ (Huỳnh Anh) - Trần Thái Hòa
5. Nếu Ta Đừng Quen Nhau (Huỳnh Anh) - Phương Diễm Hạnh
6. Kiếp Cầm Ca (Huỳnh Anh) - Hồ Lệ Thu
7. Rừng Lá Thay Chưa? (Huỳnh Anh, thơ: Hoàng Ngọc Ẩn) - Mạnh Quỳnh, Hương Thủy
8. Loan Mắt Nhung (Huỳnh Anh) - Thái Châu
9. Lạnh Trọn Đêm Mưa (Huỳnh Anh) - Minh Tuyết
10. Về Đây Anh (Nguyễn Hiền, Nhật Bằng) - Hoàng Oanh
11. Mái Tóc Dạ Hương (Nguyễn Hiền, thơ: Đinh Hùng) - Lệ Thu
12. Tìm Đâu (Nguyễn Hiền) - Tuấn Ngọc
13. Ngàn Năm Mây Bay (Nguyễn Hiền) - Khánh Hà
14. Anh Cho Em Mùa Xuân (Nguyễn Hiền, thơ: Kim Tuấn) - Thủy Tiên
15. Thầm Ước (Nguyễn Hiền) - Tâm Đoan
16. Hoa Bướm Ngày Xưa (Nguyễn Hiền) - Trần Thái Hòa, Như Quỳnh
17. Xin Gọi Nhau Là Cố Nhân (Hàn Sinh) - Quang Lê
18. Chiều Thương Đô Thị (Song Ngọc, Hoài Linh) - Phi Nhung
19. Giờ Tí Canh Ba (Song Ngọc) - Như Quỳnh, Mạnh Quỳnh (Đạo diễn: Hoàng Tuấn Cường)
20. Thư Cho Vợ Hiền (Song Ngọc) - Trường Vũ
21. Bừng Sáng (Song Ngọc) - Trần Thái Hòa, Thế Sơn, Chí Tài
22. Hà Nội Ngày Tháng Cũ (Song Ngọc) - Ngọc Hạ
23. Hương Đồng Gió Nội (Song Ngọc, thơ: Nguyễn Bính) - Hương Thủy, Như Loan, Bảo Hân
24. Tình Muộn (Song Ngọc) - Thế Sơn
25. Tình Yêu Như Bóng Mây (Song Ngọc) - Khánh Ly
26. Tiễn Đưa (Song Ngọc, thơ: Nguyên Sa) - Ý Lan
27. Mưa Ướt Mi Buồn (Song Ngọc) - Lưu Bích
28. Kịch: Nỗi Lòng Người Mẹ (Nhóm Kịch Thúy Nga) - Ngọc Đan Thanh, Mỹ Huyền, Mạnh Quỳnh, Chí Tài, Bé Lê Thái Vi
29. BONUS: Hậu Trường Sân Khấu

### Paris By Night 73
Chương trình mang chủ đề Song ca đặc biệt - The Best of Duets, trực tiếp thu hình tại Long Beach Convention Center vào ngày 27 tháng 3 năm 2004 vào lúc 1:30 chiều và 7:30 tối. Đây là chương trình song ca đầu tiên được thu hình tại Long Beach. Chương trình có sự xuất hiện lần đầu tiên của Hồ Lệ Thu, Dương Triệu Vũ, Minh Phượng, Văn Chung và Trung Chỉnh. Ngoài Paris By Night 19: Tác phẩm Và Con người Phạm Duy và Paris By Night 30: Phạm Duy 2 - Người tình cũng là chương trình thứ ba vinh danh nhạc sĩ Phạm Duy, trong đó các ca sĩ đã trình bày 5 ca khúc của ông. Bản DVD được phát hành vào 24 tháng 6 năm 2004.
Nội dung chương trình
1. Phần Mở Đầu
2. Con Tim Khát Khao (Lời Việt: Hà Quang Minh) - Bảo Hân, Hồ Lệ Thu
3. Yêu Mãi Ngàn Năm © (Tùng Châu, Nguyễn Ngọc Thiện) - Lâm Nhật Tiến, Minh Tuyết
4. Ai Ra Xứ Huế (Duy Khánh) - Quang Lê, Ngọc Hạ
5. Dù Có Như Thế Nào © (Diệu Hương) - Don Hồ, Loan Châu
6. Dẫu Có Lỗi Lầm (Hồ Hoài Anh) - Vân Quỳnh, Bằng Kiều
7. Cho Người Tình Lỡ (Hoàng Nguyên) - Dương Triệu Vũ
8. LK Don't Be Cruel & Hound Dog - Tommy Ngô, Henry Chúc
9. Lòng Mẹ (Y Vân) - Lưu Bích, Khánh Hà
10. Trái Tim Bụi Đời © (Quốc Tuấn) - Thế Sơn, Lương Tùng Quang
11. Đố Ai (Phạm Duy) - Như Quỳnh
12. Trở Về Mái Nhà Xưa (Lời Việt: Phạm Duy) - Ngọc Hạ, Trần Thái Hòa
13. LK Nụ Tầm Xuân & Bài Ca Sao (Phạm Duy) - Ý Lan, Thái Thanh
14. Hành Trình Trên Đất Phù Sa (Thanh Sơn) - Hương Thủy, Tâm Đoan
15. Kịch: Việt Kiều Hồi Hương (Nhóm Kịch Thúy Nga) - Chí Tài, Văn Chung, Minh Phượng, Kiều Linh, Diễm Ngọc
16. Trái Tim Đàn Bà © (Đài Phương Trang) - Nguyễn Hưng
17. LK Chuyện Chúng Mình (Trúc Phương) & Ngày Sau Sẽ Ra Sao (Vân Tùng) - Hoàng Oanh, Trung Chỉnh
18. Giọt Tình (Trần Huân) - Hồ Lệ Thu
19. Tân Cổ: Phương Trời Xứ Lạ (Tân Nhạc: Lâm Hoàng, Vọng Cổ: Mạnh Quỳnh) - Mạnh Quỳnh, Hương Thủy
20. Tự Khúc Mùa Đông (Tường Văn) - Lâm Nhật Tiến, Như Loan
21. Vợ Thằng Đậu (Võ Thiện Thanh) - Phi Nhung, Thế Sơn
22. Đính Ước (Giao Tiên) - Trường Vũ, Như Quỳnh
23. Nắng Về Theo Anh (Lê Quang) - Lương Tùng Quang, Bảo Hân
24. Trái Tim Buốt Giá © (Nhật Trung) - Nhật Trung, La Sương Sương
25. Quên Đi Hết Đam Mê © (Nhật Trung) - Bằng Kiều, Thủy Tiên
26. LK Tình (Văn Phụng), Hờn Ghen (Lời Việt: Phạm Duy), Bình Minh Sẽ Mang Em Đi (Lời Việt: Đàm Vĩnh Hưng) - Loan Châu, Như Loan, Minh Tuyết

BONUS
- Hậu Trường Sân Khấu
- Giới Thiệu Sản Phẩm Mới

### Paris By Night 72
Chương trình mang chủ đề Tiếng hát từ nhịp tim, trực tiếp thu hình tại Canadian Broadcasting Centre Studio #40 ở Toronto, Canada vào ngày 20 tháng 12 năm 2003. Dẫn chương trình là Nguyễn Ngọc Ngạn và Nguyễn Cao Kỳ Duyên. Chương trình có sự xuất hiện lần đầu tiên của Rebecca Quỳnh Giao, Hương Thủy, Vân Quỳnh, Mai Lan, Uyên Chi, Bằng Kiều. Bản DVD đã được phát hành vào tháng 3 năm 2004. Đây là chương trình đầu tiên phát hành dưới định dạng khung hình 16:9 (thay vì 4:3 như các chương trình trước đây).
Nội dung chương trình
1. Tiếng Hát Từ Nhịp Tim © (Tùng Châu, Nhật Ngân) - Tú Quyên, Loan Châu, Như Loan, Rebecca Quỳnh Giao
2. Âm Thầm (Hiền Năng) - Thủy Tiên
3. Cô Hàng Xóm (Lê Minh Bằng) - Quang Lê
4. Mùa Đông Hoa Trắng © (Nguyễn Nhất Huy) - Tâm Đoan
5. Nước Mắt Mùa Thu (Phạm Duy) - Lệ Thu
6. Đời Là Như Thế (Nguyễn Hoài Anh) - Thế Sơn
7. Self Control (Giancarlo Bigazzi, Raffarlo Rirfoli, Stephen Vincent Piccolo) - Lưu Bích
8. Ca Dao © (Đặng Quang Vinh) - Hương Thủy
9. Ước Gì (Võ Thiện Thanh) - Vân Quỳnh
10. Non Nước Hữu Tình (Thanh Sơn) - Ngọc Hạ
11. Một Căn Nhà Mướn © (Cô Phượng, Mạnh Quỳnh) - Mạnh Quỳnh
12. Phải Em Lý Ngựa Ô (Tiến Luân) - Phi Nhung
13. Ngày Buồn (Lam Phương) - Phương Diễm Hạnh (Đạo diễn: Đinh Anh Dũng)
14. Vai Phụ © (Phạm Khải Tuấn) - Loan Châu
15. Hài Kịch: Chứng Bệnh Nan Y (Nhóm Kịch Thúy Nga) - Kiều Linh, Chí Tài, Mai Lan, Uyên Chi, Trang Thanh Lan
16. Con Tim Mù Lòa (Sỹ Đan) - Don Hồ
17. Đêm Đông (Nguyễn Văn Thương, Kim Minh) - Trần Thái Hòa
18. Người Ngoài Phố (Anh Việt Thu) - Như Quỳnh
19. Xin Dành Trọn Cho Em © (Tùng Châu, Thái Thịnh) - Tú Quyên
20. Anh Sẽ Nhớ Mãi © (Đức Trí, Bằng Kiều) - Bằng Kiều
21. Mặc Kệ Tôi © (Dino Phạm Hoàng Dũng) - Nguyễn Hưng
22. Khúc Hát Yên Bình © (Lời Việt: Tường Văn) - Lâm Nhật Tiến
23. Buồn Trong Đêm Mưa (Lời Việt: Khúc Lan) - Như Loan
24. Giọt Nước Mắt Cho Đời (Lê Quang) - Lương Tùng Quang
25. Anh Thì Không (Lời Việt: Vũ Xuân Hùng) - Minh Tuyết

BONUS
- Hậu Trường Sân Khấu
- CD & DVD Sắp Phát Hành

## 2003

### Paris By Night 71
Chương trình mang chủ đề 20th Anniversary, kỷ niệm 20 năm thành lập chương trình PBN, trực tiếp thu hình tại Center for the Performing Arts, San Jose, California. Điều khiển chương trình là Nguyễn Ngọc Ngạn và Nguyễn Cao Kỳ Duyên. Chương trình được phát hành vào tháng 12 năm 2003 dưới dạng DVD gồm 2 đĩa.
Nội dung chương trình
1. Nửa Vòng Tay Lạnh © (Tùng Châu, Nhật Ngân) - Thủy Tiên
2. Tình Hoài Hương (Phạm Duy) - Ngọc Hạ
3. Thuở Ấy Có Em (Huỳnh Anh) - Trần Thái Hòa
4. Khúc Ca Đồng Tháp (Thu Hồ) - Như Quỳnh
5. Vì Em Yêu Anh © (Đức Trí) - Lưu Bích
6. Kẻ Ở Miền Xa (Trúc Phương) - Quang Lê
7. LK Điên (Y Vũ) & Say (Giao Tiên) - Nguyễn Hưng
8. LK Kiếp Nghèo & Xin Thời Gian Qua Mau (Lam Phương) - Phương Diễm Hạnh, Tâm Đoan
9. Hạnh Phúc Mang Theo © (Lam Phương) - Ý Lan
10. Từ Khi Em Đến (Võ Thiện Thanh) - Lương Tùng Quang
11. Tình Là Giấc Mơ (Lời Việt: Khúc Lan) - Khánh Hà
12. Dễ Thương (Trương Quang Tuấn) - Trúc Lam, Trúc Linh
13. Tân Cổ: Hờn Anh Giận Em (Tân Nhạc: Tuấn Lê, Vọng Cổ: Mạnh Quỳnh) - Phi Nhung, Mạnh Quỳnh
14. Một Đời Tôi Đi Tìm Tôi © (Nhật Trung) - Nhật Trung
15. Dĩ Vãng Nhạt Nhoà (Quốc An) - Tú Quyên, Lây Minh
16. LK Trương Chi Mỵ Nương © (Tùng Châu, Lê Hựu Hà) & Chuyện Tình Bên Nhánh Sông Gầy © (Nguyễn Duy An) - Lâm Nhật Tiến, Như Quỳnh
17. Hài Kịch: Đắc Kỷ & Trụ Vương (Nhóm Kịch Thuý Nga) - Quang Minh, Hồng Đào, Chí Tài, Trang Thanh Lan, Kiều Linh, Quốc Anh, Thời Danh
18. Mùa Đông Đã Quay Về © (Nguyễn Duy An) - Loan Châu
19. Ru Tình (Trịnh Công Sơn) - Khánh Ly
20. Trình Diễn Thời Trang: Tìm Về Phố Xưa © (Nhật Trung) - Như Loan, Bảo Hân, Loan Châu, Tú Quyên, Trúc Lam, Trúc Linh, Lynda Trang Đài, Phi Nhung, Tâm Đoan, Minh Tuyết (Áo Dài Calvin Hiệp)
21. Don't Forsake My Heart (Lời: Henry Chúc) - Tommy Ngô, Henry Chúc
22. Bài Tình Ca Của Em (Diệu Hương) - Don Hồ
23. LK Yêu Người Và Yêu Đời, Hãy Nhìn Xuống Chân, Lời Trái Tim Muốn Nói (Lê Hựu Hà) - Thế Sơn
24. Khi Có Chàng (Lời Việt: Minh Phúc) - Như Loan
25. Người Cùng Cảnh Ngộ (Lời Việt: Nguyễn Ngọc Thiện) - Bảo Hân
26. Ngày Xưa Anh Hỡi © (Đồng Sơn) - Minh Tuyết
27. Fame - Lynda Trang Đài

BONUS
- Hậu Trường Sân Khấu
- Phóng Sự Đêm Trao Giải American Choreography Awards 2003
- Quảng Cáo CD & DVD

### Paris By Night 70
Chương trình mang chủ đề Thu ca, trực tiếp thu hình tại Studio Carrere vào Thứ Bảy, 12 tháng 4 năm 2003 vào lúc 7:30 tối. Chương trình nhằm vinh danh ba nhạc sĩ: Phạm Mạnh Cương, Lê Dinh và Trường Sa cùng các tác phẩm của họ. Điều khiển chương trình là Nguyễn Ngọc Ngạn & Nguyễn Cao Kỳ Duyên. Chương trình có sự xuất hiện lần đầu tiên của Hoàng Oanh. Bản DVD & VHS được phát hành vào ngày 2 tháng 10 năm 2003. Đây là chương trình cuối cùng của Trung tâm Thúy Nga phát hành băng VHS.
Nội dung chương trình
1. Thu Ca (Phạm Mạnh Cương) - Nguyễn Hưng
2. Thung Lũng Hồng (Phạm Mạnh Cương) - Khánh Ly
3. Thương Hoài Ngàn Năm (Phạm Mạnh Cương) - Phương Diễm Hạnh
4. Mắt Lệ Cho Người Tình (Phạm Mạnh Cương) - Khánh Hà
5. Giã Từ Cố Đô (Phạm Mạnh Cương) - Ngọc Hạ
6. Như Một Khúc Nhạc Buồn (Phạm Mạnh Cương) - Don Hồ
7. Suối Lệ Xanh (Phạm Mạnh Cương) - Tuấn Ngọc
8. Tóc Em Chưa Úa Nắng Hè (Phạm Mạnh Cương) - Thủy Tiên
9. Tình Yêu Đã Mất (Phạm Mạnh Cương) - Thanh Hà
10. Đường Về Khuya (Lê Dinh, Minh Kỳ) - Bảo Hân, Trúc Lam, Trúc Linh
11. Tình Yêu Trả Lại Trăng Sao (Lê Dinh) - Hoàng Oanh
12. Nếu Mai Này (Lê Dinh) - Thế Sơn
13. Huế Buồn (Lê Dinh) - Như Quỳnh
14. Tấm Ảnh Ngày Xưa (Lê Dinh) - Trường Vũ
15. Chiều Lên Bản Thượng (Lê Dinh) - Phi Nhung
16. Chữ Tình (Lê Dinh) - Mạnh Quỳnh
17. LK Cánh Thiệp Hồng & Ngang Trái (Lê Dinh) - Hạ Vy
18. Xin Còn Gọi Tên Nhau (Trường Sa) - Lệ Thu
19. Rồi Mai Tôi Đưa Em (Trường Sa) - Trần Thái Hòa
20. Hành Trang Giã Từ (Trường Sa) - Như Quỳnh, Trường Vũ
21. Một Mai Em Đi (Trường Sa) - Lâm Nhật Tiến
22. Bài Tình Ca Cho Kỷ Niệm (Trường Sa) - Loan Châu
23. Một Lần Xa Bến (Trường Sa) - Tâm Đoan
24. Xin Yêu Nhau Dù Mai Nữa (Trường Sa) - Lưu Bích
25. Mùa Thu Trong Mưa (Trường Sa) - Minh Tuyết
26. Kịch: Tình Họ Hàng (Nhóm Kịch Thúy Nga) - Quang Minh, Hồng Đào, Kiều Linh, Loan Châu
27. Hậu Trường Sân Khấu

### Paris By Night 69
Chương trình mang chủ đề Nợ tình, tổ chức tại Studio Carrère vào ngày Thứ Bảy, 5 tháng 4 năm 2003 vào 7:30 tối. Đây là chương trình song ca thứ 4 của Trung tâm Thúy Nga. Dẫn chương trình là Nguyễn Ngọc Ngạn & Nguyễn Cao Kỳ Duyên. Bản DVD & VHS được phát hành vào ngày 25 tháng 6 năm 2003.
Nội dung
1. Xóa Hết Nợ Nần © (Thái Thịnh) - Lương Tùng Quang, Don Hồ, Thế Sơn, Trần Thái Hòa, Tommy Ngô
2. Xa Em Kỷ Niệm (Lời Việt: Anh Tài) - Nguyễn Hưng, Lưu Bích
3. Khi Giấc Mơ Về (Đức Trí) - Lâm Nhật Tiến, Như Loan
4. Khi Mình Xa Nhau (Lê Dinh, Anh Bằng) - Phương Diễm Hạnh, Mạnh Đình
5. Giấc Mơ Cánh Cò © (Vũ Quốc Việt) - Như Quỳnh, Phi Nhung
6. Đã Bao Năm (Ngọc Trọng) - Thủy Tiên
7. Dấu Chôn Tình Sầu © (Nguyễn Quang) - Khánh Hà, Tuấn Ngọc
8. Sương Trắng Miền Quê Ngoại (Đinh Miên Vũ) - Quang Lê
9. Lý Cây Đa (Lời: Phạm Duy) - Bảo Hân, Loan Châu, Trúc Linh
10. Làm Sao Quên Được Em? © (Quốc Tuấn) - Lương Tùng Quang
11. LK Ly Cà Phê Cuối Cùng (Minh Kỳ, Thế Vinh) & Chúng Mình Ba Đứa (Song Ngọc, Hoài Linh) - Trường Vũ, Mạnh Quỳnh, Mạnh Đình
12. Bài Hát Ru Mùa Đông (Dương Thụ) - Ngọc Hạ
13. Hài Kịch: Con Đường Định Mệnh (Nhóm Kịch Thúy Nga) - Hồng Đào, Quang Minh, Kiều Linh, Calvin Hiệp
14. Ngày Đó (Jo Marcel) - Nguyễn Hưng, Kỳ Duyên
15. Khi Đã Yêu Anh © (Tùng Châu, Quốc Dũng) - Trúc Lam, Trúc Linh
16. Thoáng Giấc Mơ Qua (Nguyễn Vũ) - Thế Sơn, Tâm Đoan
17. Tân Cổ: Thành Phố Buồn (Tân Nhạc: Lam Phương, Vọng Cổ: Mạnh Quỳnh) - Mạnh Quỳnh, Phi Nhung
18. Sunday Buồn © (Quốc Tuấn) - Bảo Hân, Như Loan
19. Trả Lại Em Yêu (Phạm Duy) - Trần Thái Hòa, Loan Châu
20. LK Sao Không Thấy Anh Về & Nén Hương Yêu (Duy Khánh) - Như Quỳnh, Trường Vũ
21. Con Tim Tan Vỡ © (Nguyễn Duy An) - Lâm Nhật Tiến, Lưu Bích
22. Tình Ngỡ Trăm Năm © (Lê Quốc Dũng) - Lương Tùng Quang, Tú Quyên
23. Vị Ngọt Đôi Môi © (Tùng Châu, Lê Hựu Hà) - Thế Sơn, Minh Tuyết
24. Thiên Đàng Không Xa © (Tùng Châu, Lê Hựu Hà) - Don Hồ, Thanh Hà
25. LK Tình Nhạt Phai (Lời Việt: Tùng Giang), Chẳng Còn Như Xưa (Lời Việt: Duy Quang), Song Of Love, There Is Only You In My Heart - Tommy Ngô, Lynda Trang Đài
26. Hậu Trường Sân Khấu
27. Cà Phê Buồn (Lâm Thái Hiền) - Minh Tuyết, Nhật Trung (Đạo diễn: Khanh Nguyễn)

### Paris By Night 68
Chương trình mang chủ đề Nửa vầng trăng, trực tiếp thu hình tại Charles M. Schultz Theatre - Knott's Berry Farm, Thứ Bảy ngày 25 tháng 1 năm 2003 vào 1:30 trưa và 7:30 tối. Điều khiển chương trình là Nguyễn Ngọc Ngạn và Nguyễn Cao Kỳ Duyên. Bản VHS và DVD được phát hành vào năm 2003.
Nội dung chương trình
1. Khát Khao Ánh Mặt Trời © (Nguyễn Duy An) - Lương Tùng Quang
2. Ánh Trăng Lẻ Loi (Lời Việt: Kỳ Anh) - Loan Châu
3. Đợi Chờ (Phạm Đình Chương, Trần Nhật Bằng) - Khánh Ly
4. Dấu Yêu Ơi! (Thái Thịnh) - Bảo Hân
5. Trăng Rụng Xuống Cầu (Hoàng Thi Thơ) - Như Quỳnh, Trường Vũ
6. Bất Chợt Ta Nhìn Nhau © (Võ Đông Điền) - Thế Sơn
7. Trái Tim Tình Si (Vũ Quốc Việt) - Nguyễn Hưng
8. Trăng Tàn Trên Hè Phố (Phạm Thế Mỹ) - Phương Diễm Hạnh
9. Đêm Tàn Bến Ngự (Dương Thiệu Tước) - Ngọc Hạ
10. Con Đường Nào Đến Thiên Đường © (Nguyễn Duy An) - Lâm Nhật Tiến
11. Hài Kịch: Tiếng Hát Điêu Thuyền (Nhóm Kịch Thúy Nga) - Chí Tài, Hồng Đào, Quang Minh, Kiều Linh, Calvin Hiệp
12. Can't Give You Up © (Tim Heinz, Randy Peterson) - Như Loan
13. LK Tình Ca Quê Hương & Lối Về Đất Mẹ (Duy Khánh) - Quang Lê, Tường Nguyên
14. Chiều Tà (Lời Việt: Phạm Duy) - Khánh Hà
15. Nửa Vầng Trăng © (Nhật Trung) - Như Quỳnh
16. Cõi Vắng © (Diệu Hương) - Trần Thái Hòa
17. Làm Sao Anh Biết? © (Lê Vũ) - Minh Tuyết
18. Lời Tỏ Tình Dễ Thương 2 (Ngọc Sơn) - Tommy Ngô, Lynda Trang Đài
19. Vợ Tôi © (Mạnh Quỳnh) - Mạnh Quỳnh
20. Con Đê Chung Tình © (Dino Phạm Hoàng Dzũng) - Phi Nhung
21. Tình Trái Ngang © (Nhật Trung) - Nhật Trung, La Sương Sương
22. Vùng Trời Bình Yên (Phạm Hữu Tâm) - Don Hồ
23. Tình Lẻ Bóng (Lương Bằng Vinh) - Tú Quyên
24. Dòng Sông Không Trở Lại (Bảo Phúc) - Thủy Tiên
25. Nhớ © (Nhật Trung) - Lưu Bích
26. Hậu Trường Sân Khấu
27. Sản Phẩm Mới

## 2002

### Paris By Night 67
Chương trình mang chủ đề In San Jose, trực tiếp thu hình tại Center for the Performing Arts, San Jose, California. Điều khiển chương trình là Nguyễn Ngọc Ngạn & Nguyễn Cao Kỳ Duyên. Đây là lần đầu tiên một chương trình Paris By Night được bầu cử giải American Choreography Awards. Đây cũng là lần đầu tiên một chương trình Paris By Night được phát hành dưới hai dạng: DVD và VHS.
Nội dung
1. Lãng Du © (Đặng Quang Vỹ) - Bảo Hân, Như Loan
2. Đừng Trách Người Ơi! © (Lê Hựu Hà) - Thủy Tiên
3. Hạ Buồn (Thanh Sơn) - Phương Diễm Hạnh
4. Không Thể Và Có Thể (Phó Đức Phương) - Ngọc Hạ
5. Ngày Em Đi (Nhật Trung) - Thế Sơn
6. Nửa Hồn Thương Đau (Phạm Đình Chương) - Khánh Hà
7. Tình Nhớ (Trịnh Công Sơn) - Don Hồ
8. Tân Cổ: Hai Đứa Giận Nhau (Tân Nhạc: Hoài Linh, Vọng Cổ: Mạnh Quỳnh) - Phi Nhung, Mạnh Quỳnh
9. Mong Anh Sẽ Đến (Lời Việt: Phạm Quốc Tâm) - Như Loan
10. Tơ Tằm © (Huỳnh Ngọc Đông) - Như Quỳnh
11. Đành Chôn Theo Quên Lãng © (Nhật Trung) - Nhật Trung, La Sương Sương
12. Áo Anh Sứt Chỉ Đường Tà (Phạm Duy, Thơ: Hữu Loan) - Trần Thái Hòa
13. Xin Anh Hãy Quên! (Lời Việt: Duy Quang) - Tommy Ngô, Lynda Trang Đài
14. Hài Kịch: Lần Đầu Gặp Gỡ (Nhóm Kịch Thúy Nga) - Chí Tài, Trang Thanh Lan, Hồng Đào, Quang Minh
15. Bài Tango Xa Rồi (Hoài An) - Loan Châu
16. Thầm Gọi Tên Anh (Lời Việt: Nhật Ngân) - Minh Tuyết
17. Chỉ Mình Em Thôi © (Tùng Châu, Trường Huy) - Tú Quyên
18. Xin Dìu Nhau Đến Tình Yêu (Đỗ Kim Bảng) - Tâm Đoan
19. Se Chỉ Luồn Kim (Phạm Duy) - Trúc Lam, Trúc Linh
20. Thế Giới Không Tình Yêu © (Nguyễn Duy An) - Lâm Nhật Tiến
21. Anh Tiền Tuyến, Em Hậu Phương (Minh Kỳ) - Như Quỳnh, Trường Vũ
22. Lời Nói Dối Muộn Màng © (Nguyễn Duy An) - Nguyễn Hưng
23. Hiu Hắt Đời Nhau © (Lê Vũ) - Lưu Bích
24. Phép Lạ © (Tuấn Khanh) - Lương Tùng Quang
25. Tình Ơi! (Nguyễn Ngọc Thiện) - Bảo Hân
26. Hậu Trường Sân Khấu

### Paris By Night 66
Chương trình mang chủ đề Người tình và Quê hương, trực tiếp thu hình tại Paris, Pháp. Đại nhạc hội do Nguyễn Ngọc Ngạn và Nguyễn Cao Kỳ Duyên dẫn chương trình. Chương trình nhằm giới thiệu và vinh danh ba nhạc sĩ Trần Trịnh, Nhật Ngân và Ngô Thụy Miên cũng như các tác phẩm tiêu biểu của họ. Lần đầu tiên có sự xuất hiện của Quang Lê.
Nội dung chương trình
1. Hai Trái Tim Vàng (Trịnh Lâm Ngân) - Tommy Ngô, Lynda Trang Đài
2. Lính Xa Nhà (Trịnh Lâm Ngân) - Mạnh Quỳnh
3. Một Lần Dang Dở (Nhật Ngân, Mặc Thế Nhân) - Phương Diễm Hạnh
4. Tôi Đưa Em Sang Sông (Nhật Ngân, Y Vũ) - Nguyễn Hưng
5. Hương Tình Muộn (Nhật Ngân, thơ: Hương Thảo) - Như Quỳnh
6. Thư Xuân Trên Rừng Cao (Trịnh Lâm Ngân) - Quang Lê
7. Mùa Xuân Của Mẹ (Trịnh Lâm Ngân) - Ngọc Hạ
8. Chiều Qua Phà Hậu Giang (Trịnh Lâm Ngân) - Phi Nhung
9. Người Tình Và Quê Hương (Trịnh Lâm Ngân) - Mỹ Huyền (Đạo diễn: Khanh Nguyễn)
10. Lệ Đá (Trần Trịnh, Hà Huyền Chi) - Khánh Ly
11. Tiếng Hát Nửa Vời (Trần Trịnh) - Thanh Hà
12. Nỗi Buồn Con Gái (Nhật Ngân) - Tú Quyên
13. Một Mai Giã Từ Vũ Khí (Ngân Khánh) - Thế Sơn
14. Hát Cho Mai Sau (Trịnh Lâm Ngân) - Trường Vũ
15. Lời Đắng Cho Một Cuộc Tình (Nhật Ngân) - Duy Quang
16. Ngày Đá Đơm Bông (Nhật Ngân, Loan Thảo) - Tâm Đoan
17. LK Cảm Ơn (Ngân Khánh) & Xuân Này Con Không Về (Trịnh Lâm Ngân) - Mạnh Quỳnh, Phi Nhung, Thế Sơn, Như Quỳnh
18. Dấu Tình Sầu (Ngô Thụy Miên) - Lưu Bích
19. Mây Bốn Phương Trời (Ngô Thụy Miên) - Loan Châu
20. Nỗi Đau Từ Đấy © (Ngô Thụy Miên) - Trần Thái Hòa
21. Biển Và Em © (Ngô Thụy Miên) - Khánh Hà
22. Tình Khúc Mùa Xuân (Ngô Thụy Miên) - Nhật Trung (Đạo diễn: Khanh Nguyễn)
23. Nỗi Đau Muộn Màng © (Ngô Thụy Miên) - Tuấn Ngọc
24. Giọt Nắng Hồng (Ngô Thụy Miên) - Thủy Tiên
25. LK Tình Khúc Buồn, Bản Tình Cuối, Riêng Một Góc Trời, Niệm Khúc Cuối, Giáng Ngọc, Chiều Nay Không Có Em, Tình Khúc Mùa Xuân, Áo Lụa Hà Đông (Ngô Thụy Miên) - Khánh Hà, Khánh Ly, Tuấn Ngọc, Duy Quang
26. Hậu Trường Sân Khấu
27. Hài Kịch: Trần Trừng Trị Tái Xuất Giang Hồ (Nhóm Kịch Thúy Nga) - Kiều Linh, Trang Thanh Lan, Chí Tài (Đạo diễn: Đinh Anh Dũng)

### Paris By Night 65
Chương trình mang chủ đề Yêu, thu hình trực tiếp tại Paris năm 2002. Dẫn chương trình là Nguyễn Ngọc Ngạn và Nguyễn Cao Kỳ Duyên. Đây là chương trình thứ ba trong loạt chương trình song ca của Paris By Night được tổ chức tại Paris. Chương trình được phát hành dưới dạng VHS gồm 3 băng vào năm 2002. Chương trình được tái bản lại dưới dạng DVD gồm 2 đĩa vào năm 2004. Chương trình có sự xuất hiện lần đầu tiên của Minh Tuyết.
Nội dung chương trình
1. Phần Mở Đầu
2. Hãy Sống Cùng Tình Yêu © (Hoài An) - Bảo Hân, Như Loan, Tú Quyên, Loan Châu
3. Lạc Lối © (Kim Tuấn) - Nguyễn Hưng, Thủy Tiên
4. Trái Tim Lỡ Lầm (Lê Quang) - Minh Tuyết
5. Vì Đó Là Em (Diệu Hương) - Don Hồ, Thanh Hà
6. Mười Ngón Tay Tình Yêu (Lời Việt: Nhật Ngân) - Như Quỳnh
7. LK Tàu Đêm Năm Cũ, Chiều Cuối Tuần, Nửa Đêm Ngoài Phố (Trúc Phương) - Phương Diễm Hạnh, Tâm Đoan
8. Tình Phiêu Lãng (Quốc An) - Thế Sơn, Loan Châu
9. Lời Anh Hứa (Lời Việt: Duy Quang) - Lynda Trang Đài, Tommy Ngô
10. Buồn Tàn Thu (Văn Cao) - Ngọc Hạ
11. Chiếc Bóng Mong Manh © (Lê Hựu Hà) - Khánh Hà, Lưu Bích
12. Đường Vào Tình Yêu (Lời Việt: Nhật Ngân) - Trúc Lam, Trúc Linh
13. Khắc Khoải (Diệu Hương) - Trần Thái Hòa
14. Khúc Hát Yêu Đời © (Kim Hansen, Nhật Trung) - Tú Quyên, Như Loan
15. Hài Kịch: Những Tờ Di Chúc (Nhóm Kịch Thuý Nga) - Hồng Đào, Quang Minh, Trang Thanh Lan, Trúc Lam, Calvin Hiệp
16. Bài Ca Hạnh Ngộ (Lê Uyên Phương) - Tuấn Ngọc, Thái Thảo
17. Khúc Biệt Ly (Lời Việt: Hữu Thạnh) - Lây Minh, Bảo Hân
18. Nỗi Đau Người Để Lại © (Tùng Châu, Lê Hựu Hà) - Don Hồ, Lương Tùng Quang
19. Tân Cổ: Duyên Nghèo (Mạnh Quỳnh) - Phi Nhung, Mạnh Quỳnh
20. Xin Hãy Quên Đi (Nguyễn Quang) - Thế Sơn, Thủy Tiên
21. Chồng Sớm (Thành Công) - Loan Châu, Bảo Hân, Trúc Linh
22. Chiều Bên Đồi Sim © (Đài Phương Trang) - Như Quỳnh, Trường Vũ
23. Ai Sẽ Biết Trước (Quốc Hùng) - Ngọc Ánh, Quốc Hùng
24. Trái Đắng © (Tùng Châu, Đặng Quang Vỹ) - Lương Tùng Quang, Như Loan
25. Yêu © (Nhật Trung) - Nguyễn Hưng, Lưu Bích
26. Finale

### Paris By Night 64
Chương trình mang chủ đề Đêm văn nghệ thính phòng, thu hình trực tiếp tại Knotts Berry Farm, California năm 2002. Dẫn chương trình là Nguyễn Ngọc Ngạn và Nguyễn Cao Kỳ Duyên. Chương trình nhằm vinh danh ba nhạc sĩ: Tuấn Khanh, Vũ Thành An và Từ Công Phụng. Để giữ tính trang trọng, chương trình không có hài kịch.
Nội dung chương trình
1. Hoa Soan Bên Thềm Cũ (Tuấn Khanh) - Trúc Lam, Trúc Linh, Bảo Hân
2. Chiếc Lá Cuối Cùng (Tuấn Khanh) - Lệ Thu
3. Quán Nửa Khuya (Tuấn Khanh, Hoài Linh) - Phương Diễm Hạnh
4. Nhạt Nhòa (Tuấn Khanh) - Trần Thái Hòa
5. Hai Kỷ Niệm Một Chuyến Đi (Tuấn Khanh, Hoài Linh) - Như Quỳnh
6. Một Chiều Đông (Tuấn Khanh) - Duy Quang
7. Nhớ Nhau (Tuấn Khanh) - Ngọc Hạ
8. Nỗi Niềm (Tuấn Khanh) - Thái Hiền
9. Tháng 9 Dòng Sông (Tuấn Khanh) - Trúc Quỳnh (Music Video)
10. Mùa Xuân Đầu Tiên (Tuấn Khanh) - Như Quỳnh, Thế Sơn
11. LK Bài Không Tên Số 2, Bài Không Tên Số 3, Bài Không Tên Cuối Cùng (Vũ Thành An) - Don Hồ, Thanh Hà
12. Em Đến Thăm Anh Đêm 30 (Vũ Thành An, thơ: Nguyễn Đình Toàn) - Khánh Ly
13. Bài Không Tên Số 15 (Vũ Thành An) - Nguyễn Hưng
14. Bài Không Tên Số 6 (Vũ Thành An) - Ý Lan
15. Tình Khúc Thứ Nhất (Vũ Thành An, thơ: Nguyễn Đình Toàn) - Trần Đức
16. Đừng Yêu Tôi (Vũ Thành An) - Lưu Bích
17. Một Lần Nào Cho Tôi Gặp Lại Em (Vũ Thành An) - Thế Sơn
18. Mãi Mãi Bên Em (Từ Công Phụng) - Từ Công Phụng
19. Trên Tháng Ngày Đã Qua (Từ Công Phụng) - Loan Châu
20. Như Chiếc Que Diêm (Từ Công Phụng) - Nhật Trung (Music Video)
21. Mắt Lệ Cho Người (Từ Công Phụng) - Tuấn Ngọc
22. Mùa Thu Mây Ngàn (Từ Công Phụng) - Tuấn Ngọc, Thái Hiền
23. Giọt Lệ Cho Ngàn Sau (Từ Công Phụng) - Khánh Hà
24. Kiếp Dã Tràng (Từ Công Phụng) - Khánh Hà, Lưu Bích, Thúy Anh, Lan Anh
25. Hậu Trường Sân Khấu

### Paris By Night 63
Chương trình mang chủ đề Dòng thời gian, trực tiếp thu hình tại Knott's Berry Farm, Buena Park, California. Điều khiển chương trình là nhà văn Nguyễn Ngọc Ngạn & Nguyễn Cao Kỳ Duyên. Bản VHS được phát hành vào năm 2002 Chương trình có sự xuất hiện lần đầu tiên của Ngọc Hạ, Tú Quyên, Tâm Đoan.
Nội dung chương trình
1. Vứt Đi Chữ Tình © (Nhạc: Tùng Châu, Lời: Lê Hựu Hà) - Nguyễn Hưng
2. Ánh Sáng Của Đời Tôi (Minh Châu) - Lưu Bích
3. Có Bao Giờ Em Hỏi (Nhạc: Phạm Duy, Lời: Duyên Anh) - Trần Thái Hòa
4. Chuyện Làm Dâu © (Võ Thiện Thanh) - Phi Nhung
5. Khi Xưa Ta Bé (Lời Việt: Phạm Duy) - Tú Quyên
6. Mất Nhau Thật Sao? (Lời Việt: Nhật Ngân) - Châu Ngọc
7. Giấc Mơ Mùa Đông (Lời Việt: Nguyễn P.M.) - Loan Châu
8. Khoảng Trống © (Võ Thiện Thanh) - Bảo Hân
9. Người Mang Tâm Sự (Như Phy) - Tâm Đoan
10. Hương Xưa (Cung Tiến) - Trần Đức
11. Men Say Tình Ái (Lời Việt: Hoài An) - Như Loan
12. Hài Kịch: Lộng Giả Thành Chân (Nhóm Kịch Thúy Nga) - Trang Thanh Lan, Hồng Đào, Quang Minh, Trúc Lam, Calvin Hiệp
13. Mái Đình Làng Biển (Nguyễn Cường) - Ngọc Hạ
14. Phiêu Du (Trần Minh Phi) - Lây Minh
15. Dance For Me (Lời: Tommy Ngô) - Tommy Ngô, Lynda Trang Đài
16. Tân Cổ: Mây Chiều (Tân Nhạc: Nguyễn Nhất Huy, Vọng Cổ: Mạnh Quỳnh) - Mạnh Quỳnh
17. Hát Lên Đi Bạn Ơi! (Lời Việt: Phạm Quốc Tâm) - Thế Sơn
18. Lời Rêu (Phú Quang) - Ý Lan
19. Trình Diễn Thời Trang Áo Dài: Tình Khúc Cho Em (Lê Uyên Phương) - Như Quỳnh, Loan Châu, Trúc Lam, Trúc Linh, Lynda Trang Đài, Châu Ngọc, Bảo Hân, Tú Quyên, Như Loan, Tracy Phạm
20. Phiến Đá Sầu © (Diệu Hương) - Don Hồ
21. Em Sẽ Đến (Vĩnh Phước) - Thủy Tiên
22. Lời Ru Của Mẹ © (Kim Tuấn) - Như Quỳnh
23. Khúc Mưa © (Võ Thiện Thanh) - Lương Tùng Quang
24. LK Gửi Gió Cho Mây Ngàn Bay, Thu Quyến Rũ, Tà Áo Xanh, Lá Đổ Muôn Chiều (Đoàn Chuẩn, Từ Linh) - Khánh Hà, Tuấn Ngọc
25. Nói Với Người Tình (Lời Việt: Nguyễn Ngọc Thiện) - Trúc Lam, Trúc Linh
26. Hậu Trường Sân Khấu

## 2001

### Paris By Night 62
Chương trình mang chủ đề Âm nhạc không biên giới, thu hình trực tiếp tại đại hý viện Theatre de L'Empire tại Paris vào ngày 25 tháng 8 năm 2001. Dẫn chương trình là Nguyễn Ngọc Ngạn và Nguyễn Cao Kỳ Duyên. Chương trình được phát hành dưới dạng VHS gồm 3 băng vào cuối năm 2001.
Nội dung chương trình
1. Phần Mở Đầu
2. Tất Cả Là Âm Nhạc © (Nhạc: Tim Heinz, Lời: Lê Hựu Hà) - Bảo Hân, Thiên Kim, Trúc Lam, Trúc Linh, Lynda Trang Đài, Châu Ngọc, Như Loan
3. Mãi Mãi © (Hoài An) - Lây Minh, Phương Nguyên
4. Nhớ Anh (Kỳ Phương) - Thủy Tiên
5. Chồng Xa (Võ Thiện Thanh) - Như Quỳnh
6. Cô Láng Giềng (Hoàng Quý) - Trần Thái Hòa
7. Tình Dẫu Muộn Màng (Khải Hoàn) - Ngọc Ánh
8. Trống Cơm - Trúc Lam, Trúc Linh
9. Tân Cổ Giao Duyên: Lý Chim Quyên (Viết Chung, Loan Thảo) - Phi Nhung, Mạnh Quỳnh
10. Đừng Hoài Nghi Anh Nhé! © (Lời: Nguyễn Ngọc Thiện) - Bảo Hân
11. I Will Wait For You - Khánh Hà
12. Đời Đá Vàng (Vũ Thành An) - Khánh Ly, Vũ Thành An
13. Tóc Gió Thôi Bay (Trần Tiến) - Thiên Kim
14. Hài Kịch: Tình Không Biên Giới (Nhóm Kịch Thúy Nga) - Trang Thanh Lan, Hồng Đào, Quang Minh, Chí Tài
15. Tình Là Thế Đó (Lời: Lê Hựu Hà) - Don Hồ
16. Trình Diễn Thời Trang Áo Dài: Tuổi Đá Buồn (Trịnh Công Sơn) - Như Quỳnh, Thiên Kim, Trúc Lam, Trúc Linh, Lynda Trang Đài, Châu Ngọc, Bảo Hân, Như Loan, Loan Châu, Tracy Phạm
17. Một Người Đi (Mai Châu) - Phương Diễm Hạnh
18. Trái Tim Bên Lề © (Phạm Khải Tuấn) - Nguyễn Hưng
19. Sky - Tommy Ngô, Lynda Trang Đài
20. Mùa Đông Cô Đơn (Hoài An) - Thế Sơn
21. LK Nhẫn Cưới: Trả Nhẫn Kim Cương © (Vinh Sử), Vòng Nhẫn Cưới (Vinh Sử), Trao Nhau Nhẫn Cưới (Phạm Minh Cảnh) - Như Quỳnh, Phi Nhung, Mạnh Quỳnh
22. Ngàn Năm Mãi Yêu © (Nhạc: Tùng Châu, Lời: Lê Hựu Hà) - Lưu Bích
23. Đưa Rm Tìm Động Hoa Vàng (Nhạc: Phạm Duy, Thơ: Phạm Thiên Thư) - Ý Lan
24. Quên Đi Cuộc Tình (Lời: Trường Huy) - Châu Ngọc, Lương Tùng Quang
25. Như Là Tình Yêu (Tuấn Khanh) - Nguyễn Hưng, Loan Châu
26. Hậu Trường Sân Khấu

### Paris By Night 61
Chương trình mang chủ đề Sân khấu cuộc đời, tổ chức tại Paris, Pháp. Chương trình được đặc biệt tăng cường hai hài kịch thay vì trước đây chỉ có một. Dẫn chương trình là Nguyễn Ngọc Ngạn & Nguyễn Cao Kỳ Duyên. Bản VHS được phát hành vào năm 2001.
Nội dung chương trình
1. Lặng Nghe Con Tim Hát (Lời: Lê Hựu Hà) - Loan Châu
2. Trở Lại Bạc Liêu © (Vũ Đức Sao Biển) - Phi Nhung
3. Trái Tim Rạn Vỡ © (Quốc Hùng) - Lương Tùng Quang
4. Nếu Phải Là Duyên Số (Lời: Lê Xuân Trường) - Bảo Hân, Tommy Ngô
5. Thầm Kín (Phượng Linh) - Như Quỳnh, Mạnh Đình
6. Dại Khờ © (Nguyễn Ngọc Thạch) - Lưu Bích
7. Tâm Hồn Xao Động (Lời: Chu Minh Ký) - Lây Minh
8. Ru Tôi Giấc Mộng (Quốc Dũng) - Khánh Hà
9. Yêu Người Chung Vách © (Vinh Sử) - Mạnh Quỳnh
10. Cuộc Tình Đã Mất © (Phạm Khải Tuấn) - Phạm Khải Tuấn
11. Đời Không Như Là Mơ (Trầm Tử Thiêng) - Trúc Linh, Trúc Lam
12. Hài Kịch: Cõi Giang Hồ (Nhóm Kịch Thúy Nga) - Trang Thanh Lan, Chí Tài, Kiều Linh, Bé Mập, Nguyễn Thành, Quốc Tuấn, Hoàng Lê, Lê Quang
13. Cuộc Đời Éo Le © (Quốc Hùng) - Don Hồ
14. Trước Giờ Tạm Biệt (Hoài An) - Phương Diễm Hạnh
15. Đường Em Đi (Phạm Duy) - Trần Thái Hòa
16. Tình Yêu Là Gì? (Lê Quang) - Châu Ngọc
17. Xe Hoa Cách Biệt (Hùng Linh) - Hoàng Lan
18. Chỉ Còn Hai Đứa Mình © (Lê Vũ) - Phương Nguyên
19. Hài Kịch: Tái Ngộ Tại Tuyệt Tình Cốc (Nhóm Kịch Thúy Nga) - Hồng Đào, Trang Thanh Lan, Quang Minh, Bé Mập, Loan Châu, Nguyễn Thành, Nguyễn Hải, Amy Vũ, Andy Vũ
20. Hãy Về Với Em (Thái Hùng) - Thiên Kim
21. Khúc Tình Buồn © (Nguyễn Ngọc Thạch) - Nguyễn Hưng
22. Xin Tròn Tuổi Loạn (Hoài Linh) - Trường Vũ
23. Tình Xa Khuất (Trường Huy) - Ngọc Ánh
24. Dù Cho Hoa Tàn Úa (Lời: Khúc Lan) - Như Quỳnh
25. Nếu © (Hoài An) - Thế Sơn
26. Radio Buồn (Tuấn Khanh) - Lynda Trang Đài, Tommy Ngô

### Paris By Night 60
Chương trình mang chủ đề Thất tình, tại Paris, Pháp. Đây là chương trình song ca thứ hai của Trung tâm Thúy Nga sau chương trình Paris By Night 53 phát hành năm 2000. Dẫn chương trình là Nguyễn Ngọc Ngạn & Nguyễn Cao Kỳ Duyên. Bản VHS được phát hành vào năm 2001. Chương trình có sự xuất hiện lần đầu tiên của Trần Thái Hòa 
Nội dung chương trình
1. Phần Mở Đầu
2. Tìm Về Chốn Cũ © (Đặng Quang Vỹ) - Loan Châu, Trúc Lam, Trúc Linh, Lynda Trang Đài
3. Hai Chiếc Bóng Cô Đơn © (Nhạc: Tùng Châu, Lời: Lê Hựu Hà) - Nguyễn Hưng, Lưu Bích, Thiên Kim
4. LK Thất Tình: Tôi Mất Người Yêu © (Hồng Vân, Trần Quý), Nghèo Tình © (Trần Quý), Người Không Cô Đơn (Vinh Sử, Cô Phượng) - Mạnh Đình, Trường Vũ, Mạnh Quỳnh
5. Lời Tỏ Tình Dễ Thương (Ngọc Sơn) - Don Hồ, Hạ Vy
6. LK Diễm Xưa, Còn Tuổi Nào Cho Em, Ru Đời Đi Nhé, Cho Một Người Nằm Xuống (Trịnh Công Sơn) - Khánh Ly
7. Một Thời Đã Xa (Trường Huy) - Phương Nguyên
8. Xin Anh Giữ Trọn Tình Quê (Duy Khánh) - Đặng Trường Phát, Phương Diễm Hạnh
9. He & She (Lời: Tommy Ngô) - Tommy Ngô, Lynda Trang Đài
10. Không Giờ Rồi © (Vinh Sử) - Trường Vũ, Như Quỳnh
11. Xin Một Ngày Mai Có Nhau (Đức Huy) - Trần Thái Hòa, Trúc Quỳnh
12. Con Trai Thời Nay © (Quốc Hùng) - Thế Sơn
13. Hài Kịch: Chung Một Mái Nhà (Nhóm Kịch Thúy Nga) - Hồng Đào, Trang Thanh Lan, Quang Minh, Chí Tài
14. Tôi Ngàn Năm Đợi (Kim Tuấn) - Trúc Lam, Trúc Linh
15. Tân Cổ: Phận Gái Thuyền Quyên (Tân Nhạc: Nguyên Thảo, Giao Tiên, Vọng Cổ: Mạnh Quỳnh) - Mạnh Quỳnh, Phi Nhung
16. LK Bài Không Tên Cuối Cùng, Bài Không Tên Số 2, Bài Không Tên Số 7, Bài Không Tên Số 5 (Vũ Thành An) - Tuấn Ngọc, Khánh Hà
17. Yêu Cái Đèn Cù (Song Ngọc) - Như Quỳnh
18. Truyện Tình Nghèo © (Hàn Sinh) - Tường Nguyên, Yến Phương
19. Nuối Tiếc (Trịnh Nam Sơn) - Thế Sơn, Loan Châu
20. LK Thu Sầu & Trả Lại Em (Lam Phương) - Mạnh Đình, Hoàng Lan
21. Mong Manh (Võ Thiện Thanh) - Lây Minh, Thiên Kim
22. Lỡ Lầm (Đỗ Quang) - Don Hồ, Châu Ngọc
23. Sóng Cuốn © (Quốc Hùng) - Quốc Hùng, Ngọc Ánh
24. Vũ Khúc Tình Yêu © (Lời: Lê Hựu Hà) - Nguyễn Hưng, Lưu Bích
25. Hậu Trường Sân Khấu

### Paris By Night 59
Chương trình mang chủ đề Cây đa bến cũ, quay tại CBC Toronto Studios - Studio 40, Toronto, Ontario - Canada năm 2001. Dẫn chương trình là Nguyễn Ngọc Ngạn. Đây là một chương trình không có hài kịch. Phiên bản DVD của Paris By Night 59 gồm 1-Đĩa. Phiên bản VHS gồm 3-Băng.
Danh sách chương trình
1. Phần Mở Đầu
2. Trở Về (Châu Kỳ) - Thiên Kim
3. Lúa Mùa Duyên Thắm (Trịnh Hưng) - Như Quỳnh, Thế Sơn
4. Căn Nhà Xưa (Nguyễn Đình Toàn) - Khánh Ly
5. Ai Về Sông Tương (Thông Đạt) - Nguyễn Hưng
6. Bến Xuân (Văn Cao) - Anh Dũng
7. Nỗi Buồn Chim Sáo © (Huỳnh Ngọc Đông, Đinh Trầm Ca) - Phi Nhung
8. Người Đẹp Bình Dương (Võ Đông Điền) - Hoàng Lan
9. Lối Về Xóm Nhỏ (Trịnh Hưng) - Lynda Trang Đài, Tommy Ngô
10. Điều Có Thật © (Thế Hiển, thơ: Xuân Quỳ) - Trường Vũ
11. Nếu Biết Tôi Lấy Chồng (Song Ngọc) - Phương Diễm Hạnh
12. Nắng Chiều (Lê Trọng Nguyễn) - Thế Sơn
13. Huyền Thoại Ngũ Hành Sơn © (Vũ Đức Sao Biển) - Tường Nguyên
14. Chuyển Bến (Đoàn Chuẩn, Từ Linh) - Lưu Bích
15. Làng Tôi (Chung Quân) - Như Quỳnh
16. Nếu Anh Về Bên Em (Huỳnh Anh) - Trúc Lam, Trúc Linh, Loan Châu
17. Câu Hát Tình Quê (Trần Quang Lộc) - Mạnh Quỳnh
18. Gái Nhà Nghèo (Cô Phượng) - Mỹ Huyền
19. Dưới Giàn Hoa Cũ (Tuấn Khanh) - Tuấn Ngọc
20. Dưới Bóng Tre Làng (Hoàng Châu) - Loan Châu
21. Ru Nửa Vầng Trăng (Huy Phương) - Đặng Trường Phát
22. Biệt Ly (Dzoãn Mẫn) - Ý Lan
23. Hội Trùng Dương (Phạm Đình Chương) - Như Quỳnh, Thiên Kim, Phi Nhung, Đoàn Thanh Niên Phật Tử Chùa Việt Nam Toronto
24. Credits

### Paris By Night 58
Chương trình mang chủ đề Những sắc màu trong kỷ niệm, tổ chức tại Canadian Broadcasting Center #40, Toronto, Canada. Điều khiển chương trình là Nguyễn Ngọc Ngạn và Nguyễn Cao Kỳ Duyên. Bản VHS được phát hành vào năm 2001. Chương trình có sự xuất hiện lần đầu tiên của Phương Diễm Hạnh.
Nội dung chương trình
1. Phần Mở Đầu
2. Bài Ngợi Ca Tình Yêu (Lời: Julie, Phạm Duy) - Loan Châu
3. Mưa Phố (Trần Huân) - Trúc Lam, Trúc Linh
4. Sắc Hoa Màu Nhớ (Nguyễn Văn Đông) - Như Quỳnh, Thế Sơn
5. Ngỡ Ngàng (Lời: Chu Minh Ký) - Bảo Hân
6. Số Nghèo © (Như Phy) - Mạnh Quỳnh
7. Phố Vẫn Xưa © (Lê Vũ) - Lưu Bích
8. Sinh Nhật Em © (Song Ngọc) - Tommy Ngô
9. LK Tuổi Xa Người & Bài Cho Em (Từ Công Phụng) - Từ Công Phụng, Khánh Ly
10. Cánh Hoa Rừng © (Tùng Châu, Nhật Ngân) - Phi Nhung
11. Đêm Về © (Quốc Hùng) - Quốc Hùng (Đạo diễn: Khanh Nguyễn)
12. Bạn Tôi © (Võ Thiện Thanh) - Thế Sơn
13. Hoa Đào Năm Trước (Lê Dinh, Nguyễn Hiền) - Phương Diễm Hạnh
14. Hài Kịch: Đam Mê Sân Khấu (Nhóm Kịch Thúy Nga) - Hồng Đào, Trang Thanh Lan, Quang Minh, Chí Tài
15. Sắc Màu (Trần Tiến) - Thiên Kim
16. Mãi Mãi Còn Yêu © (Thế Hiển) - Lây Minh
17. Tiếc Nuối Cuộc Tình © (Châu Ngọc) - Châu Ngọc (Đạo diễn: Lưu Huỳnh)
18. Tình Cha (Ngọc Sơn) - Đặng Trường Phát (Đạo diễn: Đinh Anh Dũng)
19. Người Về Từ Lòng Đất (Quốc Dũng) - Don Hồ
20. Nguyệt Cầm (Cung Tiến) - Khánh Hà
21. Không Còn Ai (Nguyễn Ngọc Thiện) - Ngọc Ánh
22. Chờ Một Tiếng Yêu © (Lê Hựu Hà) - Nguyễn Hưng
23. Trên Lối Nhỏ © (Vinh Sử, Cô Phượng) - Trường Vũ
24. Ba Nàng Thiếu Nữ © (Lời: Phạm Duy) - Loan Châu, Bảo Hân, Trúc Linh
25. Xin Đừng Trách Đa Đa © (Võ Đông Điền) - Như Quỳnh
26. Tình Phai (Nguyễn Ngọc Tài, thơ: Phan Thị Nguyệt Hồng) - Lynda Trang Đài
27. Hậu Trường Sân Khấu

## 2000

### Paris By Night 57
Chương trình mang chủ đề Thời trang và Âm nhạc, thu hình tại Long Beach Convention Center và được phát hành vào cuối năm 2000 dưới dạng VHS gồm 3 tape. Dẫn chương trình là Nguyễn Ngọc Ngạn & Nguyễn Cao Kỳ Duyên.
Nội dung chương trình
1. Phần Mở Đầu: Mission Impossible - Nguyễn Ngọc Ngạn, Nguyễn Cao Kỳ Duyên (Đạo diễn: Lưu Huỳnh)
2. Điệp Vụ Tình Yêu © (Lê Xuân Trường) - Nguyễn Hưng
3. Hẩm Hiu Một Mình © (Trương Quang Tuấn) - Như Quỳnh
4. Áo Lụa Vàng (Phạm Thế Mỹ) - Khánh Ly
5. Nhịp Đập Con Tim (Lời: Chu Minh Ký, Lê Quang) - Tommy Ngô, Trúc Linh
6. Viết Trên Tà Áo Em © (Văn Phụng, thơ: Hoàng Anh Tuấn) - Ý Lan
7. Ru Tình Quên Lãng (Quốc Dũng) - Lây Minh, Trúc Lam
8. Vào Mộng (Lời Việt: Khúc Lan) - Loan Châu
9. Tân Cổ: Đoạn Cuối Tình Yêu (Tân Nhạc: Tú Nhi, Vọng Cổ: Loan Thảo, Mạnh Quỳnh) - Phi Nhung, Mạnh Quỳnh
10. Tiếc Làm Gì © (Lời: Lê Hựu Hà) - Thiên Kim
11. Trình Diễn Thời Trang Áo Dài Việt Nam: Calvin Hiệp Collection
12. Got To Fight (Lời: Lynda Trang Đài) - Lynda Trang Đài
13. Nhật Ký Mùa Đông (Hà Phương) - Sơn Tuyền, Đặng Trường Phát
14. Tiếng Sét Nơi Vườn Hoang (Quốc Hùng) - Ngọc Ánh
15. Tình Yêu Còn Đấy © (Lời: Lê Hựu Hà) - Thế Sơn
16. Hài Kịch: Võ Tòng Sát Tẩu (Nhóm Kịch Thúy Nga) - Hồng Đào, Trang Thanh Lan, Quang Minh, Chí Tài, Kiều Linh
17. Đừng Vội (Lời: Chu Minh Ký) - Bảo Hân, Phi Phi
18. Hoa Tím Bằng Lăng © (Võ Đông Điền) - Trường Vũ
19. Như Cánh Vạc Bay (Trịnh Công Sơn) - Don Hồ
20. Tình Yêu Không Lời (Thuận Yến) - Châu Ngọc
21. Giấc Mơ Hồi Hương (Vũ Thành) - Trần Đức
22. Trình Diễn Thời Trang Áo Dài: Bốn Màu Áo (Thanh Viên, Anh Thy) - Như Quỳnh, Loan Châu, Trúc Lam, Trúc Linh, Bảo Hân, Lynda Trang Đài, Yến Mai, Phi Phi
23. Tình Xót Xa © (Nguyễn Ngọc Thạch) - Lưu Bích
24. Cho Em Ngày Nắng Xanh (Quốc Dũng) - Khánh Hà
25. Ước Vọng Tương Lai © (Tùng Châu, Lê Hựu Hà) - Như Quỳnh, Lưu Bích, Thiên Kim, Thế Sơn, Don Hồ
26. Hậu Trường Sân Khấu

### Paris By Night 56
Chương trình mang chủ đề Những giòng nhạc hôm nay, trực tiếp thu hình tại Canadian Broadcasting Centre Studio #40 ở Toronto, Canada vào năm 2000. Dẫn chương trình là Nguyễn Ngọc Ngạn và Nguyễn Cao Kỳ Duyên.
Bản VHS gồm 3 tape được phát hành vào năm 2000.
Nội dung chương trình
1. Nụ Hôn Đầu Tiên © (Quốc Hùng) - Lưu Bích
2. Chiều Phố Xưa © (Đài Phương Trang) - Đặng Trường Phát
3. Tình Cuồng Điên (Ngọc Trọng) - Ý Lan
4. Quên (Lời Việt: Duy Quang) - Lynda Trang Đài
5. Nhớ Người Yêu (Hoàng Hoa, Thảo Trang) - Như Quỳnh, Trường Vũ
6. Chân Tình (Trần Lê Quỳnh) - Thế Sơn
7. Vẫn Là Anh © (Tùng Châu, Quốc Dũng) - Bảo Hân
8. Mưa Trên Giàn Bông Giấy © (Song Ngọc) - Tường Nguyên
9. Hài Kịch: Xoay Chuyển Số Mệnh (Nhóm Kịch Thúy Nga) - Hồng Đào, Quang Minh, Trang Thanh Lan
10. Chị Tôi (Trần Tiến) - Don Hồ
11. Trái Tim Hoang Đường (Kim Tuấn) - Châu Ngọc
12. Chỉ Còn Là Kỷ Niệm © (Lam Phương) - Hoàng Lan
13. Nắng Xanh (Quốc Dũng) - Trúc Lam, Trúc Linh
14. Chia Xa © (Hồng Vân) - Trường Vũ
15. Đêm Liêu Trai © (Thiên Vũ) - Loan Châu
16. Tân Cổ Giao Duyên: Con Gái Của Mẹ (Giao Tiên, Loan Thảo) - Phượng Liên, Phi Nhung
17. Be Happy (Lời: Tommy Ngô) - Tommy Ngô
18. Một Đời Quên Lãng (Ngô Thụy Miên) - Khánh Ly
19. Một Thoáng Tình Ta © (Mai Nguyễn) - Lây Minh, Mai Linh
20. Trả Hết Cho Người © (Lê Hựu Hà) - Nguyễn Hưng
21. Lang Thang Trên Đường Mưa Rơi (Tuấn Thành) - Ngọc Ánh
22. Một Khoảng Trời Bơ Vơ © (Lê Xuân Trường) - Thiên Kim
23. Em Đi Xem Hội Trăng Rằm (Nguyễn Nghị) - Như Quỳnh
24. Hãy Twist Cho Đêm Nay © (Quốc Hùng) - Quốc Hùng

### Paris By Night 55
Chương trình mang chủ đề Dưới ánh nắng mặt trời, tập hợp các bài hát thu hình ngoại cảnh. Điều khiển chương trình là Nguyễn Ngọc Ngạn và Nguyễn Cao Kỳ Duyên, cũng được thu hình ngoại cảnh.
1. Dưới Ánh Nắng Mặt Trời (Quốc Khanh) - Bảo Hân (Đạo Diễn: Khanh Nguyễn)
2. Nhớ Em Lý Bông Mai (Trương Quang Tuấn, Kim Tuấn) - Như Quỳnh (Đạo Diễn: Đinh Anh Dũng)
3. Cuộc Tình Vạn Dặm (Lời Việt: Lê Quang) - Loan Châu (Đạo Diễn: Huỳnh Phúc Điền)
4. Như Cơn Gió Vô Tình (Phạm Đăng Khương) - Thế Sơn (Đạo Diễn: Đinh Anh Dũng)
5. Tư Chơi 1 (Nhóm Kịch Thúy Nga) - Quang Minh, Trúc Lam (Đạo Diễn: Đinh Anh Dũng)
6. Hạ Hồng (Lời Việt: Chu Minh Ký) - Lynda Trang Đài, Tommy Ngô (Đạo Diễn: Khanh Nguyễn)
7. Tư Chơi 2 (Nhóm Kịch Thúy Nga) - Quang Minh, Loan Châu (Đạo Diễn: Đinh Anh Dũng)
8. Phải Lòng Con Gái Bến Tre © (Nhạc: Phan Ni Tấn, Thơ: Luân Hoán) - Phi Nhung (Đạo Diễn: Huỳnh Phúc Điền)
9. Vu Vơ Tình Đầu (Quốc Hùng) - Lây Minh (Đạo Diễn: Khanh Nguyễn)
10. Thu Vàng Trên Lối (Lời Việt: Khúc Lan) - Ngọc Huệ (Đạo Diễn: Đinh Anh Dũng)
11. Nhạc Cảnh: Mục Liên Cứu Mẹ (Hoàng Quang Huê) - Tường Nguyên, Tú Trinh (Đạo Diễn: Lưu Huỳnh)
12. Tình Không Đổi Thay (Nguyễn Ngọc Thiện) - Nguyễn Hưng (Đạo Diễn: Khanh Nguyễn)
13. Khi Con Tim Buốt Giá (Quốc Hùng) - Thiên Kim (Đạo Diễn: Gerard Di Paglia)
14. Nước Mắt Lại Rơi © (Trần Đức) - Trần Đức (Đạo Diễn: Đinh Anh Dũng)
15. Như Cơn Mưa Đi Mãi (Bảo Chấn) - Lưu Bích (Đạo Diễn: Đinh Anh Dũng)
16. Yêu Anh (Ngọc Sơn) - Trúc Lam, Trúc Linh (Đạo Diễn: Nguyễn Tranh)
17. Em Còn Tuổi 15 (Hoàng Phương) - Đặng Trường Phát (Đạo Diễn: Đinh Anh Dũng)
18. Tiền Giang Quê Tôi © (Trung Nhật) - Hoàng Lan (Đạo Diễn: Đinh Anh Dũng)
19. Câu Lạc Bộ Làm Quen (Quốc Dũng) - Như Quỳnh (Đạo Diễn: Đinh Anh Dũng)
20. Tiếng Hát Chim Đa Đa (Võ Đồng Điền) - Don Hồ (Đạo Diễn: Đinh Anh Dũng)
21. Rock Con Diều (Võ Thiện Thanh) - Ngọc Ánh (Đạo Diễn: Khanh Nguyễn)
22. Hài Kịch: Lá Sầu Riêng Đông Lạnh (Nhóm Kịch Thúy Nga) - Quang Minh, Hồng Đào, Trang Thanh Lan, Mỹ Huyền, Mỹ Trinh (Đạo Diễn: Đinh Anh Dũng)

### Paris By Night 54
Chương trình mang chủ đề In Concert. Chương trình là một live concert của 3 ca sĩ Nguyễn Hưng, Don Hồ và Thế Sơn với các khách mời Christophe, Như Quỳnh, Lưu Bích, Thiên Kim và Quốc Hùng. Điều khiển chương trình là Nguyễn Ngọc Ngạn và Nguyễn Cao Kỳ Duyên. Bản VHS được phát hành vào năm 2000.
1. Giận Hờn (Ngọc Sơn) - Nguyễn Hưng, Don Hồ, Thế Sơn
2. Thói Đời (Trúc Phương) - Nguyễn Hưng, Don Hồ, Thế Sơn
3. Nó Và Tôi (Song Ngọc) - Thế Sơn, Nguyễn Hưng
4. Vì Tôi Là Linh Mục (Nhạc: Nguyễn Đức Quang, Thơ: Nguyễn Tất Nhiên) - Don Hồ
5. Lính Nghĩ Gì (Hoài Linh) - Nguyễn Hưng, Don Hồ, Thế Sơn
6. Chiều Phi Trường (Lê Uyên Phương) - Nguyễn Hưng, Don Hồ, Thế Sơn
7. Dối Trá (Tuấn Khanh) - Nguyễn Hưng, Lưu Bích
8. Xin Làm Người Tình Cô Đơn (Châu Kỳ) - Nguyễn Hưng
9. Mưa Đêm Độc Hành (Duy Hải) - Don Hồ, Thế Sơn
10. Je Ne T'aime Plus (Christophe) - Christophe
11. Les Marionnettes (Christophe) - Christophe
12. Aline (Christophe) - Christophe, Don Hồ, Thế Sơn
13. Về Với Anh © (Tùng Châu, Quốc Dũng) - Nguyễn Hưng, Don Hồ, Thế Sơn
14. Nếu Một Ngày (Khánh Băng) - Nguyễn Hưng, Don Hồ, Thế Sơn
15. Anh Muốn Nói Yêu Với Em (Quốc Vượng) - Thiên Kim, Don Hồ
16. Đi Về Nơi Xa (Lê Quang) - Thế Sơn
17. Cho Vừa Lòng Anh (Nhật Ngân, Phan Trần) - Như Quỳnh, Thế Sơn
18. LK Khúc Hát Samba, Trống Vắng, Dấu Yêu Trong Hè (Quốc Hùng) - Nguyễn Hưng, Don Hồ, Thế Sơn, Lưu Bích, Thiên Kim, Như Quỳnh, Quốc Hùng
19. Hài Kịch: Thủ Tục Ly Dị (Nhóm Kịch Thúy Nga) - Kiều Linh, Quốc Anh, Kỳ Duyên, Mỹ Huyền
20. BONUS: Thành Phố Sương Mù © (Huỳnh Anh) - Như Quỳnh (Đạo diễn: Đinh Anh Dũng)

### Paris By Night 53
Chương trình mang chủ đề Thiên đường là đây, trực tiếp thu hình tại Paris, Pháp. Đây là chương trình song ca đầu tiên được thực hiện tại Paris. Điều khiển chương trình là Nguyễn Ngọc Ngạn & Nguyễn Cao Kỳ Duyên. Bản VHS được phát hành vào năm 2000 và được tái bản lại dưới dạng DVD. Chương trình có sự xuất hiện lần đầu tiên của Trường Vũ
Nội dung chương trình
1. Phần Mở Đầu
2. Thiên Đường Là Đây © (Lê Xuân Trường) - Loan Châu, Bảo Hân, Lynda Trang Đài, Trúc Lam, Trúc Linh
3. Hoài Niệm Dấu Yêu © (Thế Hiển) - Don Hồ, Ngọc Huệ
4. Tình Băng Giá (Lời: Chu Minh Ký) - Nguyễn Hưng, Như Quỳnh
5. Hai Khía Cạnh Tình Yêu (Lời: Lê Hựu Hà) - Thiên Kim, Lây Minh
6. Tình Yêu, Nỗi Nhớ © (Trần Quảng Nam) - Thế Sơn, Loan Châu
7. LK Nghèo: Nghèo (Trần Quý), Hai Đứa Nghèo (Như Phy), Phận Nghèo (Lê Mộng Bảo) - Trường Vũ, Mạnh Quỳnh, Mạnh Đình
8. Đời Vẫn Lầm Than © (Mỹ Huyền) - Trúc Lam, Trúc Linh
9. Một Lần Được Yêu © (Lưu Bích, Kỳ Duyên) - Lưu Bích, Kỳ Duyên
10. Mây Hạ (Trầm Tử Thiêng) - Khánh Ly, Trầm Tử Thiêng
11. Cô Tấm Ngày Nay (Ngọc Châu) - Như Quỳnh, Loan Châu, Bảo Hân, Châu Ngọc
12. Tuyết Lạnh (Minh Kỳ, Dạ Cầm) - Hoàng Lan, Trường Vũ
13. Biết Phải Làm Sao (Lời: Lan Anh) - Tuấn Ngọc, Thúy Anh
14. Hài Kịch: Người Đàn Bà Cao Số (Nhóm Kịch Thúy Nga) - Ái Vân, Hồng Đào, Trang Thanh Lan, Quang Minh
15. Trả Nợ Tình Xa (Tuấn Khanh) - Nguyễn Hưng, Lưu Bích
16. Đò Dọc (Trầm Tử Thiêng) - Mỹ Huyền, Hoàng Lan
17. Vì Sao Em Ơi © (Quốc Hùng) - Thiên Kim, Quốc Hùng
18. LK Em Về Chàng Chẳng Cho Về - Ái Vân, Anh Dũng
19. I Love Who (Lời: Tommy Ngô) - Tommy Ngô
20. Tân Cổ Giao Duyên Căn Nhà Màu Tím - Phi Nhung, Mạnh Quỳnh
21. Hãy Sống Như Mọi Người (Chu Minh Ký) - Lynda Trang Đài, Bảo Hân
22. Ngôi Nhà Trong Ánh Bình Minh (Lời: Lê Xuân Trường) - Ngọc Ánh
23. Đường Tình Hai Lối © (Tùng Châu, Khánh Uyên) - Châu Ngọc, Thế Sơn, Don Hồ
24. Hẹn Hò Đêm Trăng © (Lời: Nhật Ngân) - Như Quỳnh, Mạnh Đình

BONUS
- Giận Hờn (Ngọc Sơn) - Đặng Trường Phát
- Nắng Paris, Nắng Sài Gòn (Ngô Thụy Miên) - Trần Đức